# Kathedrale von Rieti

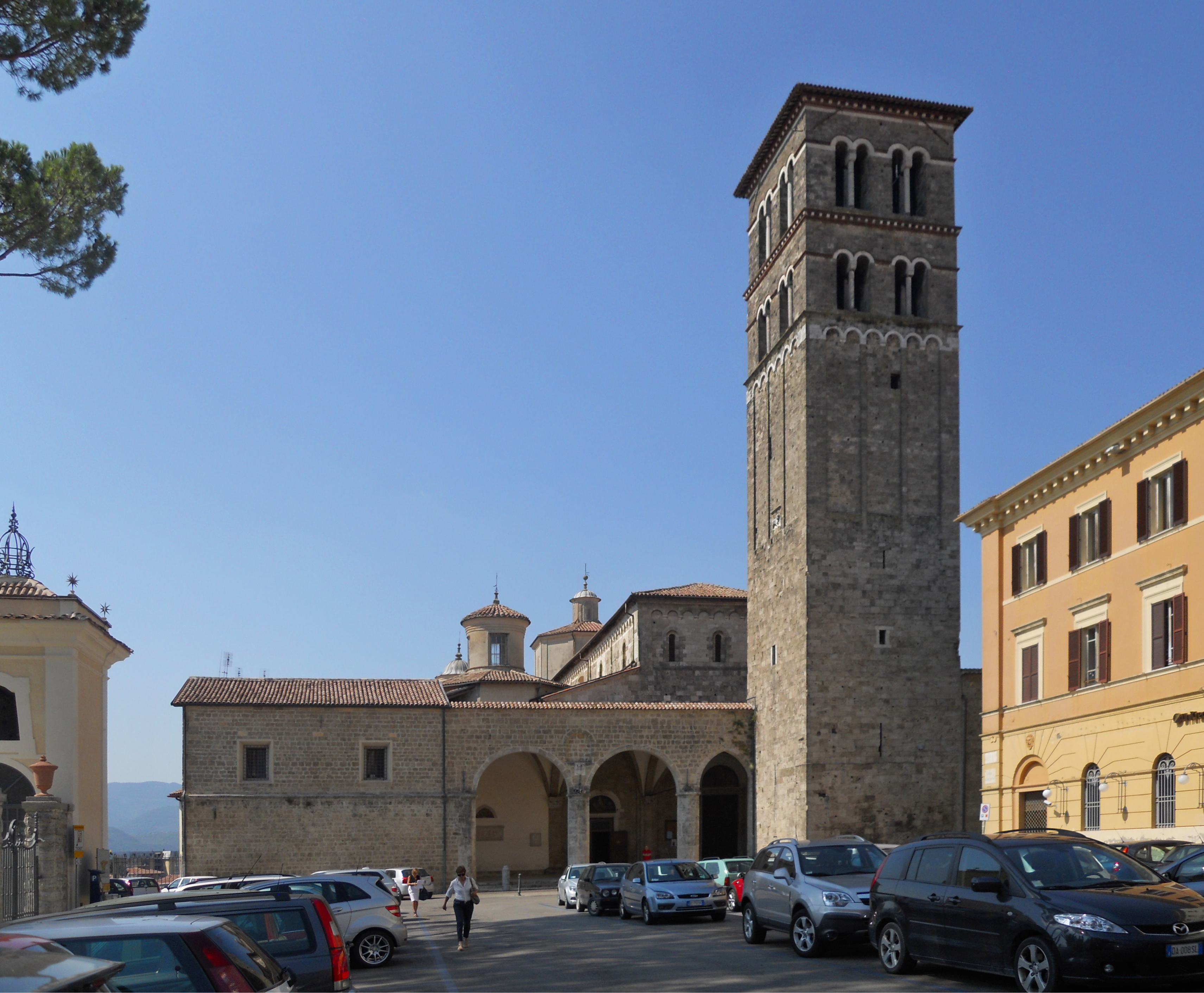
Kathedrale von Rieti

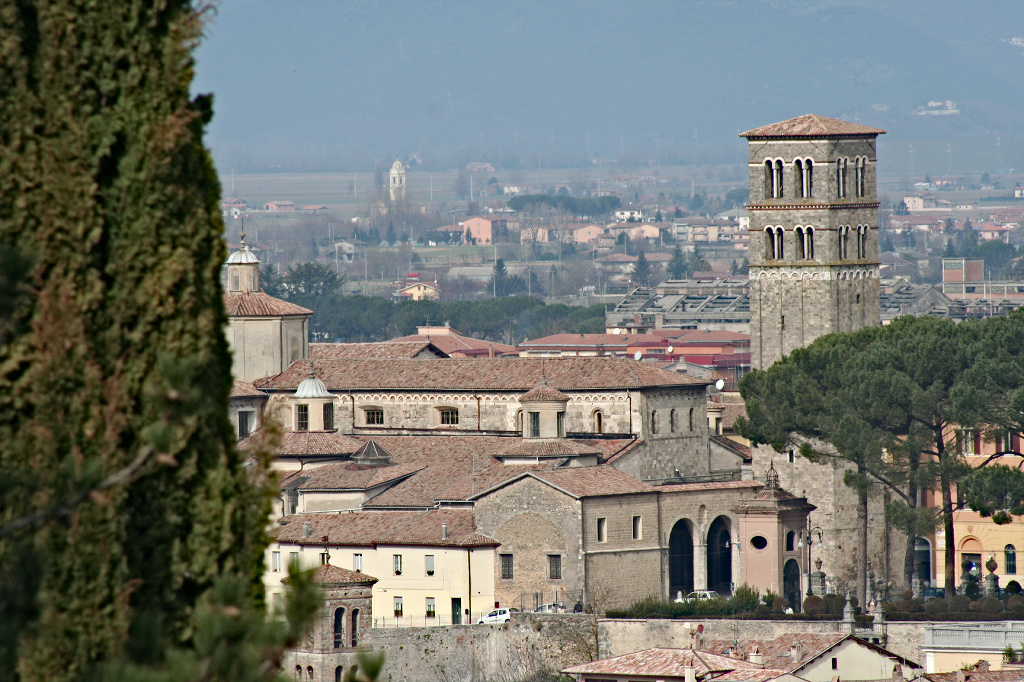
Kathedralkomplex, gesehen von Sant’Antonio al monte

Die Kathedrale von Rieti mit dem Patrozinium Santa Maria Assunta ist die wichtigste römisch-katholische Kirche in Rieti im Latium, Italien. Die Kathedrale des gleichnamigen Bistums trägt den Titel einer Basilica minor und steht unter Denkmalschutz. Die mittelalterliche Kirche wurde im 13. Jahrhundert im Stil der Romanik fertiggestellt und später besonders im Innenraum barockisiert. Einige Räume der Kathedrale sind Teil des Ausstellungsbereichs des Diözesanmuseums.

## Geschichte

### Die erste Kathedrale
Die Verbreitung des Christentums im Gebiet von Rieti geht auf das 2./3. Jahrhundert zurück, während die Existenz der Diözese Rieti erstmals Ende des 5. Jahrhunderts belegt ist. Der Bau der ersten Kathedrale ist nicht dokumentiert, die erste Erwähnung stammt von 598, als der Bischof von Spoleto, Crisanto, von Gregor dem Großen beauftragt wurde, die Reliquien der Märtyrer Hermas, Hyacinthus und Maximus in der Kathedrale von Rieti in der Nähe des Taufbeckens aufzubewahren. Diese ursprüngliche Kirche war Maria gewidmet.

### Der neue spätmittelalterliche Dom

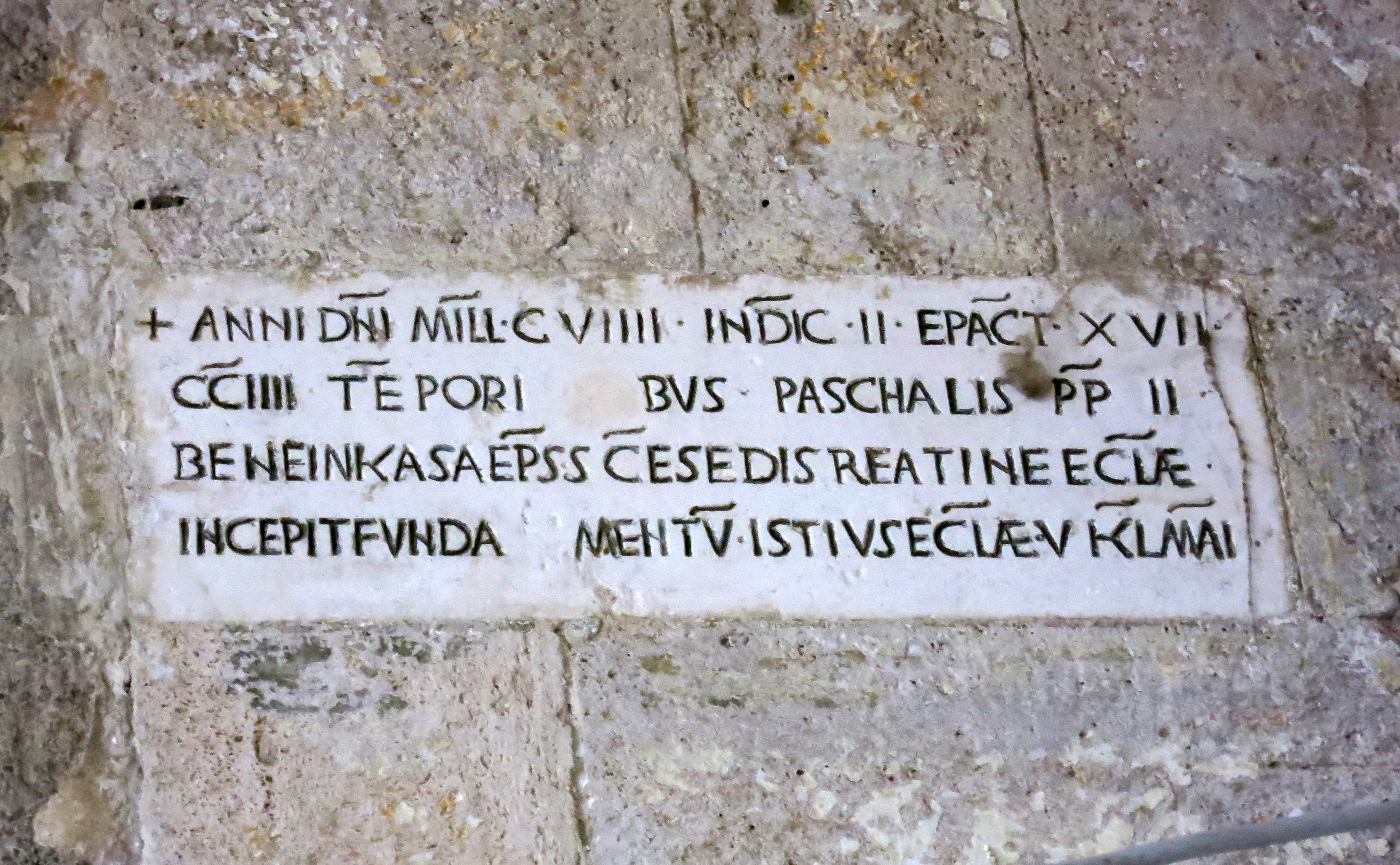
Die Inschrift im Erdgeschoss des Bischofspalastes, die an die Grundsteinlegung am 27. April 1109 erinnert

Im 12. und 13. Jahrhundert erlebte die Stadt Rieti eine Zeit des Glanzes und des wirtschaftlichen Wohlstands und wurde oft zum Sitz des Papstes gewählt: Innerhalb eines Jahrhunderts residierten hier die Päpste Innozenz III. (1198), Honorius III. (1219 und 1225), Gregor IX. (1227, 1232 und 1234), Nikolaus IV. (zwischen 1288 und 1289) und Bonifatius VIII. (1298). Aus diesem Grund wurde das frühmittelalterliche Gebäude im 12. Jahrhundert komplett in einer größeren und moderneren Form umgebaut. Die im Erdgeschoss des Bischofspalastes eingemauerte Inschrift erinnert an die Grundsteinlegung am 27. April 1109 in Anwesenheit des örtlichen Bischofs Benincasa. Die Krypta oder untere Basilika wurde als erster Teil fertiggestellt und am 1. September 1157 vom Bischof von Rieti, Dodone, geweiht. Die eigentliche Kathedrale hingegen wurde am 9. September 1225 von Papst Honorius III. geweiht. 1253 wurde der Glockenturm (ca. 39 m hoch) errichtet, ein Werk der lombardischen Meister Pietro, Andrea und Enrico.
Die Anwesenheit der päpstlichen Kurie in der Stadt machte auch den Bau des päpstlichen Palastes notwendig, der zwischen 1283 und 1288 neben der Kathedrale errichtet wurde, und machte die Kathedrale zu einem Zeugen wichtiger historischer Ereignisse: Am 13. Juli 1234 feierte Papst Gregor IX. hier die Heiligsprechungsmesse des heiligen Dominikus, Gründer des Dominikanerordens; am 29. Mai 1289 wurde hier Karl II. von Anjou, Sohn von Karl I. Anjou und Bruder des Königs von Frankreich Ludwig IX., von Papst Nikolaus IV. zum König von Apulien, Sizilien und Jerusalem gekrönt.

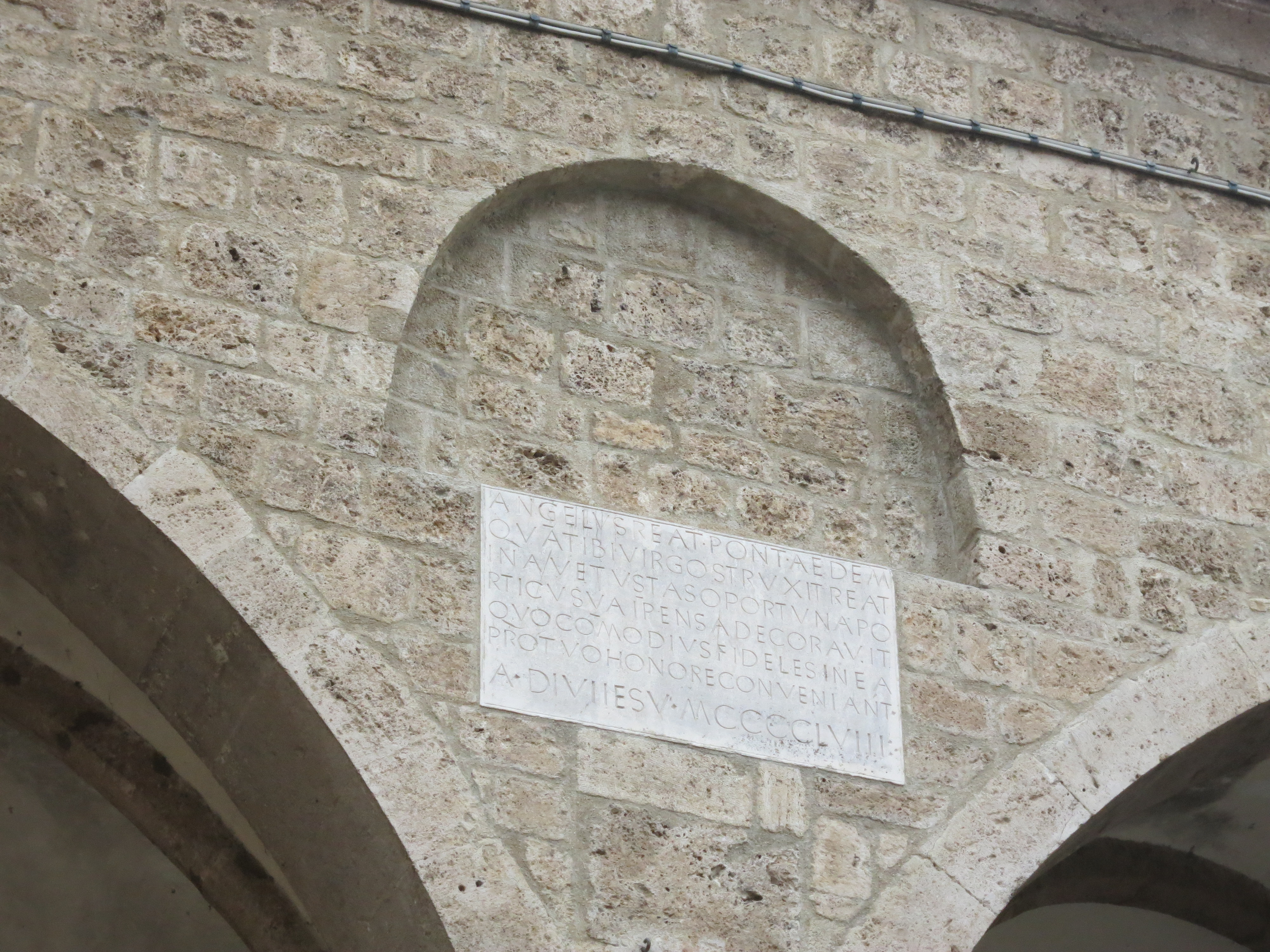
Die Inschrift zum Gedenken an den Bau des Portikus

Das Baptisterium stammt aus dem 14. Jahrhundert, während der Portikus, der das Baptisterium mit der Kathedrale verbindet, im Jahr 1458 auf Geheiß des Bischofs Angelo Capranica errichtet wurde.

### Barockisierung
Der ursprünglich romanische Stil wurde durch die Veränderungen der folgenden Jahrhunderte beeinträchtigt, vor allem in den Innenräumen, wo er zu Gunsten des Barockstils völlig verloren ging.
1639 ließ Kardinal Gianfrancesco Guidi di Bagno, Bischof von Rieti, die Säulen, die die Kirchenschiffe unterteilen, in große rechteckige Pfeiler einrahmen, die sie in Längsrichtung mit fünf Bögen auf jeder Seite verbinden, und zog unter die unbedeckte Fachwerkdecke des Kirchenschiffs ein Gewölbe ein.
Während des 18. Jahrhunderts wurden zehn Kapellen gebaut (darunter zwei im Querschiff und acht in den Seitenschiffen), wozu die Kathedrale verbreitert wurde, dabei verschwand das Mauerwerk zu Gunsten verputzter Wände. Nach dem Erdbeben vom Oktober 1785 musste die Apsis abgerissen werden; Bischof Saverio Ermenegildo Marini, der die Diözese von 1779 bis 1812 leitete, ließ das Apsisgewölbe wiederaufbauen und nach dem Entwurf des Architekten Tommaso Bicciagli aus Pesaro zwischen 1794 und 1795 die Kuppel errichten. Um die neue Apsis mit den bereits vorhandenen dekorativen Elementen in Einklang zu bringen, ordnete er außerdem den Hochaltar und den Chorraum neu an und baute ein großes Ziborium, ein Werk des Römers Alessandro Cartoni.
Die Arbeiten zur Behebung des Erdbebens wurden während der folgenden Episkopate fortgesetzt: Das Chorgestühl der Kanoniker wurde ersetzt, die Apsis erhielt eine Dekoration aus Marmorimitation, ein Werk von Luigi Bracchi. 1828 ließ Bischof Gabriele Ferretti die Wände von Pietro Paoletti mit Fresken bemalen. Die Arbeiten wurden 1851 mit der Neugestaltung der gesamten Basilika abgeschlossen, die Bischof Gaetano Carletti dem Architekten Luigi Cleomene Petrini aus Camerino anvertraute, der das kosmatische Pflaster aus dem 13. Jahrhundert durch Marmor (rosafarben im Querschiff, mit weißen und grauen Rauten in den Schiffen) ersetzte und die vorhandenen Grabsteine in die Wände einmauerte.
Im September 1841 wurde die Kathedrale von Papst Gregor XVI. in den Rang einer Basilica minor erhoben.
Die Innendekoration mit falschen Marmor wurde im Jahr 1884 von Cesare Spernazza angefertigt.
Das Erdbeben von 1898 beschädigte den Glockenturm schwer, der von einem Ingenieurbüro zum Abriss verurteilt worden war und nur dank des Willens von Bischof Bonaventura Quintarelli gerettet werden konnte, der persönlich die Kosten für die Konsolidierung übernahm.

### Die Teilrestaurierung im romanischen Stil
Zwischen den 1920er und 1930er Jahren wurde die Kirche umfangreichen Renovierungsarbeiten von Francesco Palmegiani unterzogen, die auch den angrenzenden Bischofspalast betrafen, mit dem Palmegiani auf der ständigen Suche nach der vom faschistischen Regime gepriesenen Romanik eine radikal puristische Auswahl durchführte und, wo möglich, das ursprüngliche romanische Aussehen wiederherstellte. An der Fassade wurde das große Fenster aus dem 18. Jahrhundert und der Putz, der das Steinmauerwerk bedeckt, entfernt; außerdem wurden die Fresken aus dem 17. Jahrhundert an den Wänden der unteren Basilika zerstört.

## Umgebung

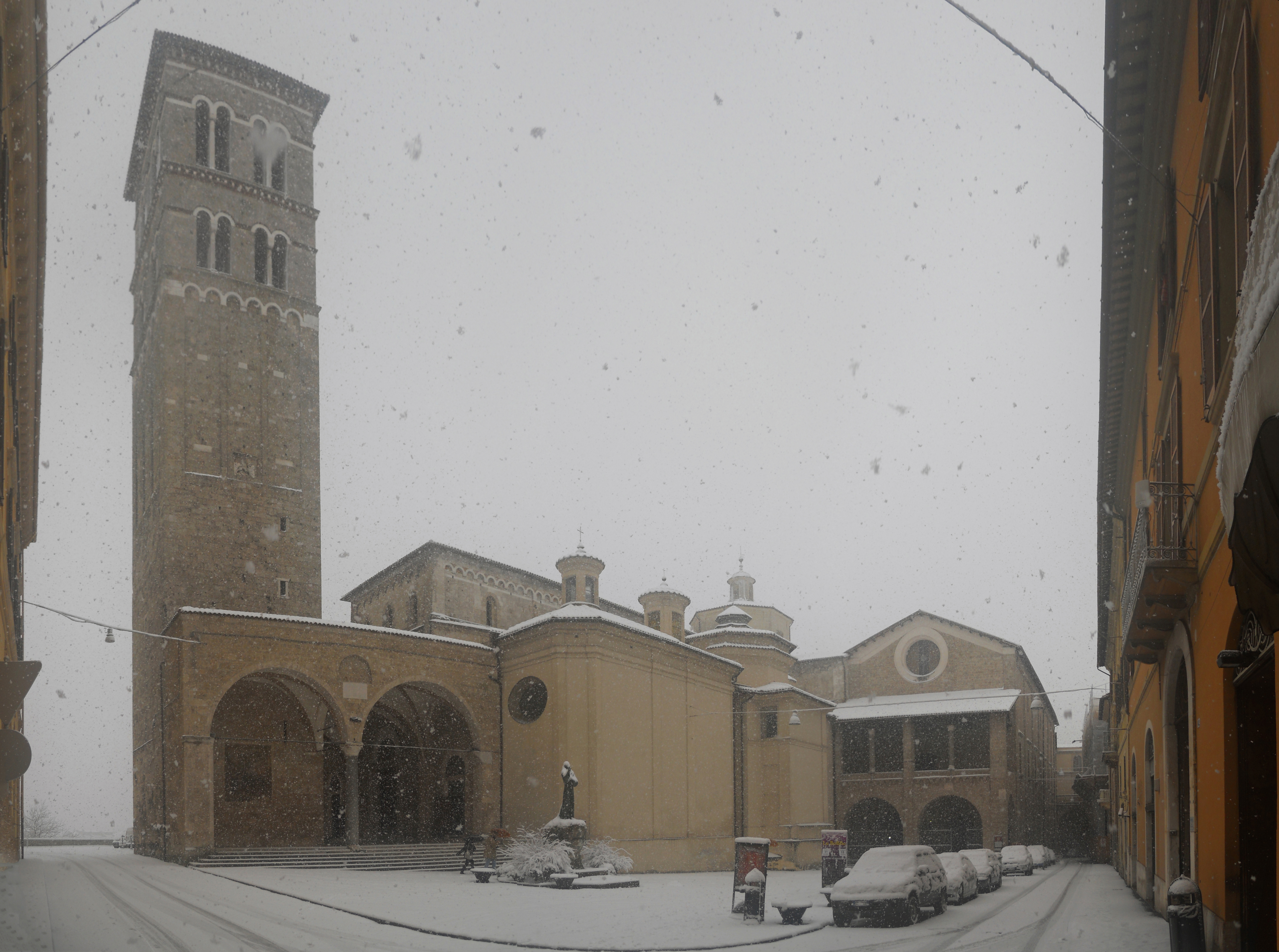
Gesamtansicht des Doms mit dem Bischofspalast und dem Bogen von Bonifatius VIII.

Die Kathedrale Santa Maria Assunta befindet sich im historischen Zentrum der Stadt Rieti. Die Hauptfassade des Gebäudes mit seinem Säulengang und dem Glockenturm ist auf die Piazza Cesare Battisti ausgerichtet, an der sich auch der Palazzo Vincentini, der Sitz der Präfektur, befindet, der durch einen Garten im italienischen Stil gekennzeichnet ist. Der Portikus der Fassade hat auch einen doppelten Bogengang, der auf die Piazza Mariano Vittori, auf der rechten Seite der Kirche, führt. Auf diesem Platz erhebt sich der Bischofspalast, der praktisch mit dem Gebäude der Kathedrale verbunden ist. Letztere zeichnet sich durch eine Giebelfassade aus, der ein Portikus mit zwei Rundbögen und einem Kreuzgewölbe vorgelagert ist. Darüber befindet sich eine Loggia mit schrägem Dach, die auf Pfeilern und Säulen ruht, an der Spitze der Fassade öffnet sich eine runde Fensterrosette. Der Bischofspalast wird auf der linken Seite von der Via Cintia flankiert, an der sich der Bogen von Bonifatius VIII. befindet; die Fassade zu dieser Straße ist durch Renaissance-Fenster mit Marmorrahmen gekennzeichnet, die Licht in das Hauptgeschoss bringen.

## Beschreibung

### Fassade und Säulengang
Die Fassade der Kathedrale, ursprünglich unvollendet, wurde in der ersten Hälfte des 20. Jahrhunderts im romanischen Stil restauriert. Der obere Teil der Fassade ist mit kleinen Hängebögen verziert; drei leicht gespreizte einbogige Fenster öffnen sich zu ihm.

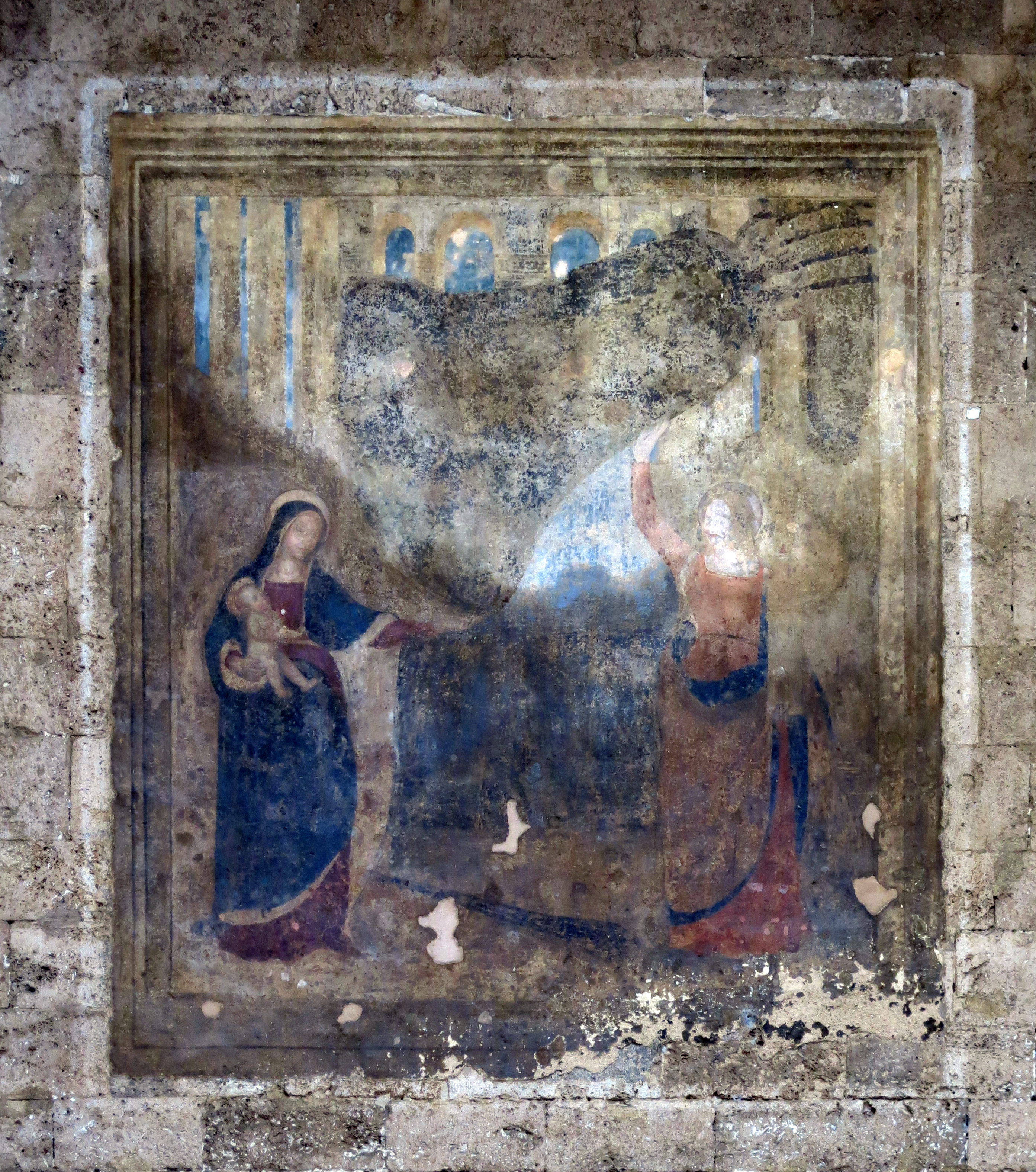
Das Fresko Das Wunder der Glocke (1510) von Marcantonio Aquili, an der Wand des Glockenturms.

Der Kirchhof wird von einem 1458 hinzugefügten Portikus überdacht, der sowohl von der Vorderseite der Piazza Cesare Battisti als auch seitlich von der Piazza Mariano Vittori / Via Cintia zugänglich ist. Der Portikus führt zu den drei Eingängen der Kathedrale, dem Baptisterium und dem Glockenturm.
Die drei Zugangsportale zur Kathedrale sind im romanischen Stil gehalten und werden von Lünetten mit Resten von Fresken aus dem 15. Jahrhundert gekrönt; das zentrale Portal, fein verziert mit floralen und zoomorphen Motiven, ist eines der wertvollsten Werke der Kathedrale. Ebenfalls im Inneren des Portikus, in der Fassade links von den Portalen, befinden sich das Wappen und das Grabdenkmal von Kardinal Angelo Capranica, der zweimal Bischof von Rieti war (von 1450 bis 1468 und von 1477 bis 1478) und Architekt des Baus des Portikus; seine sterblichen Überreste ruhen in der Basilika Santa Maria sopra Minerva in Rom.
Der quadratische romanische Glockenturm hat seinen Eingang ebenfalls am Portikus. An der Wand des Glockenturms innerhalb des Portikus, auf der Seite der Via Cintia, befindet sich ein teilweise verblasstes Fresko Das Wunder der Glocke von Marcantonio Aquili (1510), das an ein wundersames Ereignis aus dem Jahr 1459 erinnert (als die große Glocke der Kathedrale, genannt Santa Barbara, zu Boden fiel, ohne zu zerbrechen und ohne Verletzungen zu verursachen). Im oberen Teil des Glockenturms gibt es zwei Stockwerke mit Paaren von Sprossenfenstern, die den Glockenturm überblicken.

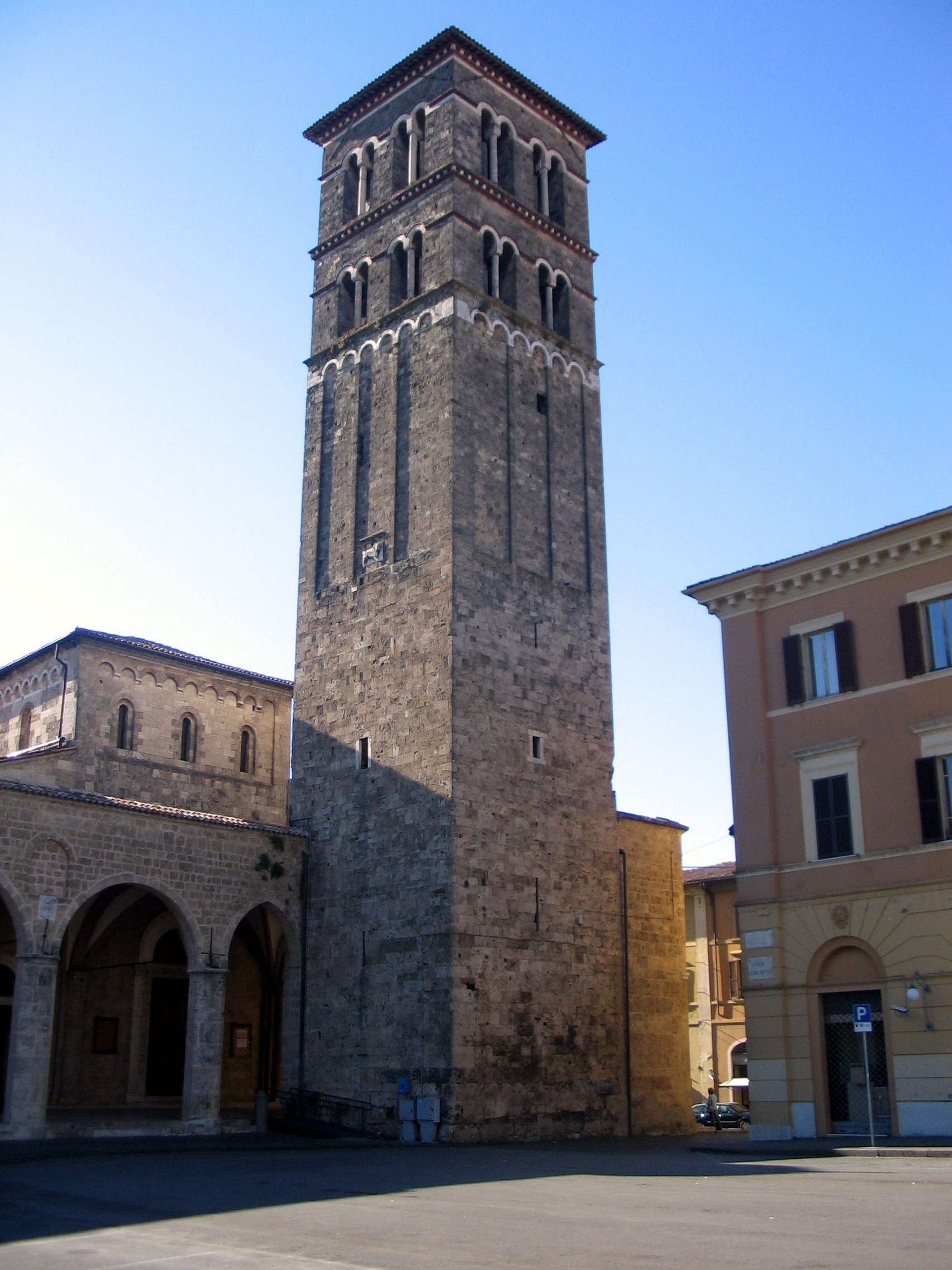
Die Fassade und der Glockenturm
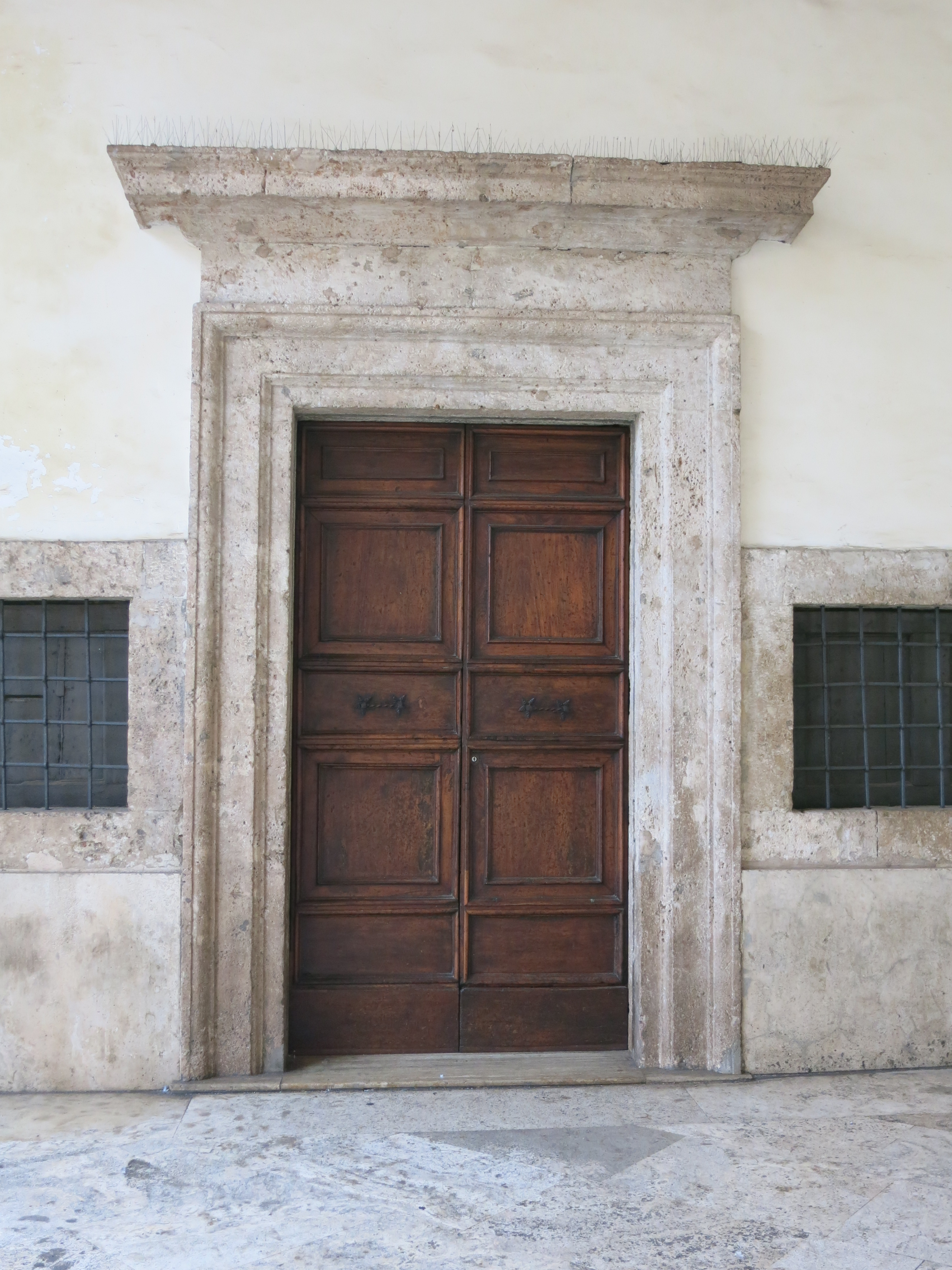
Portal des Baptisteriums
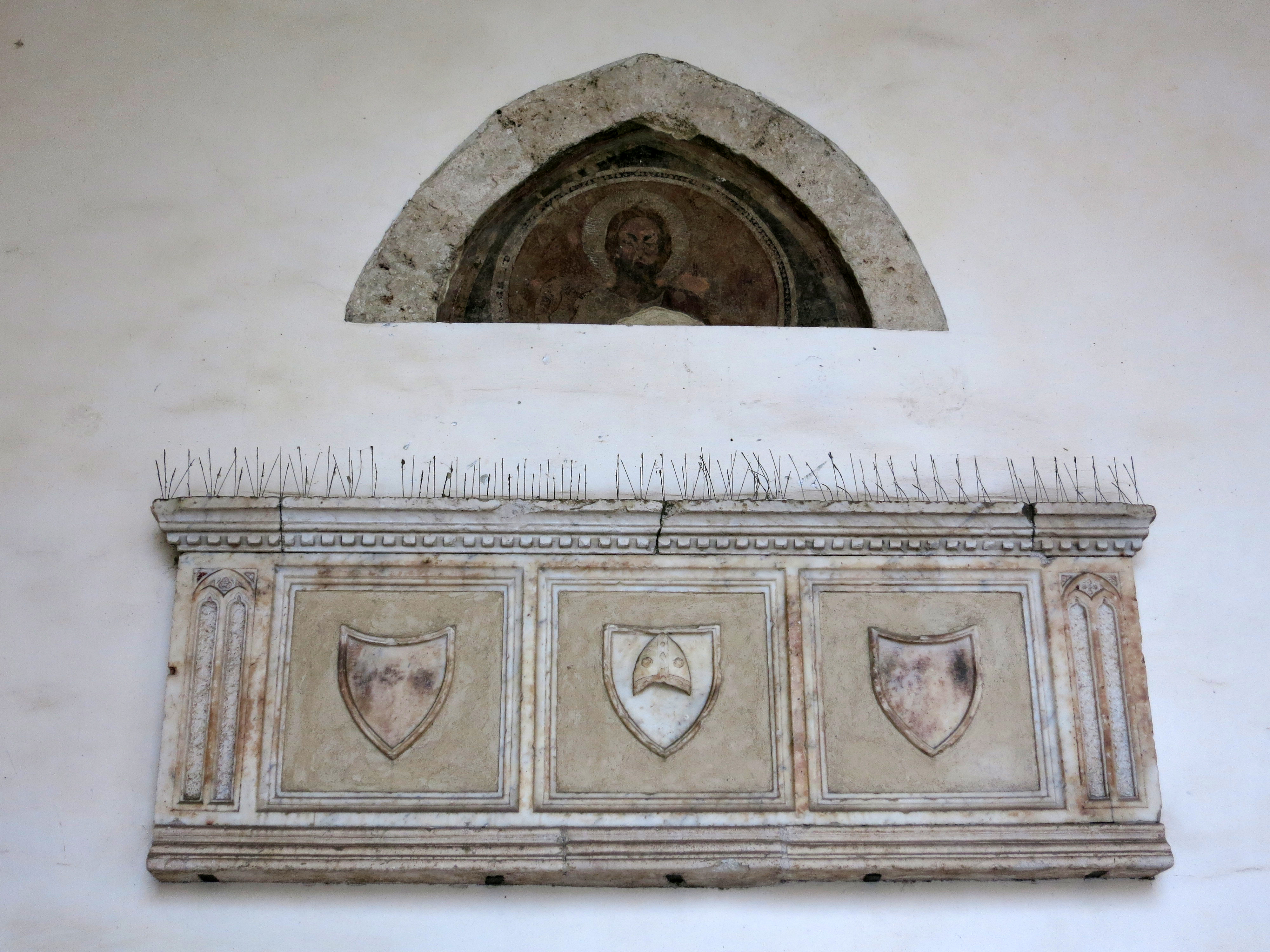
Grabdenkmal von Angelo Capranica
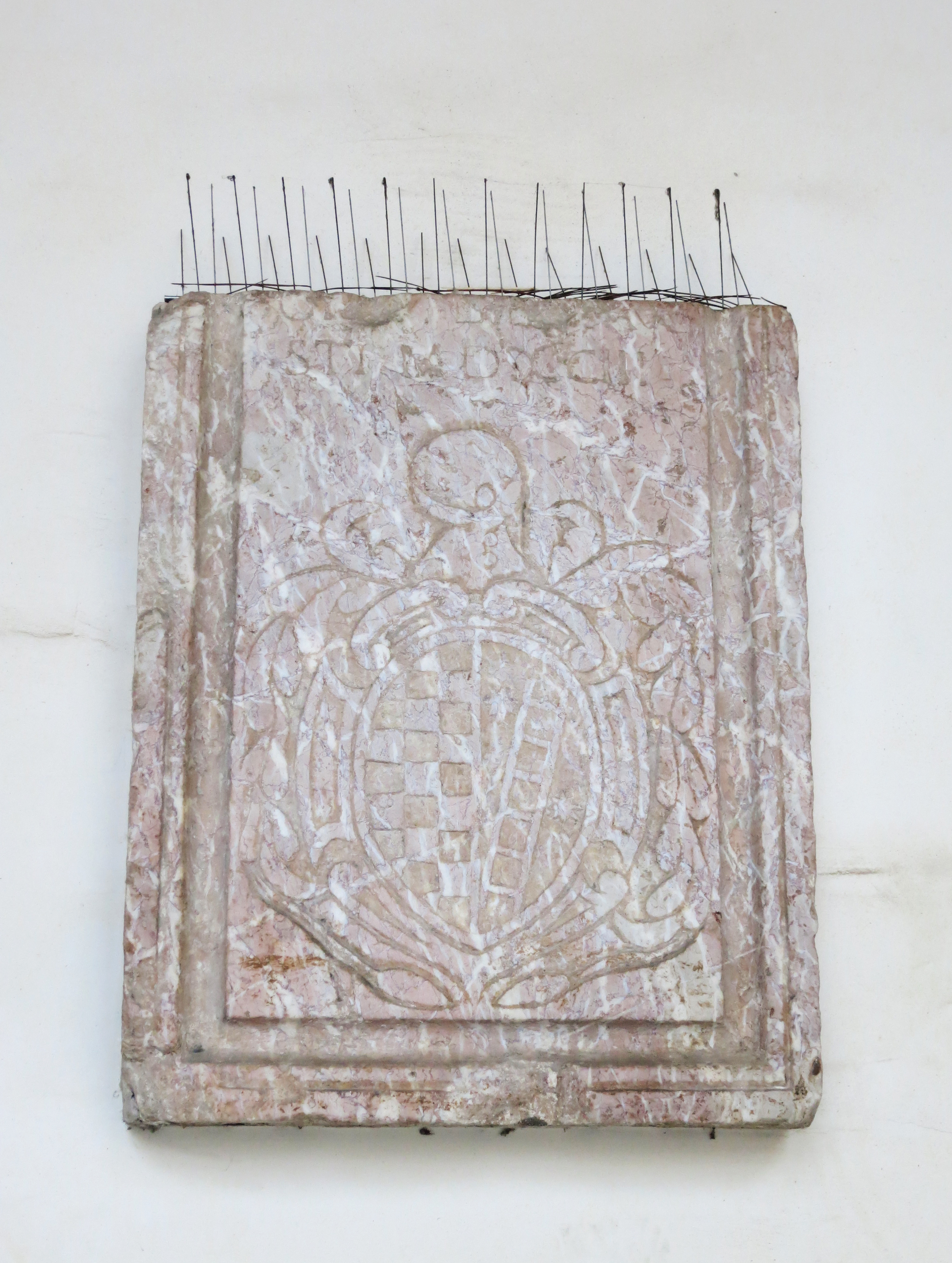
Wappen von Angelo Capranica
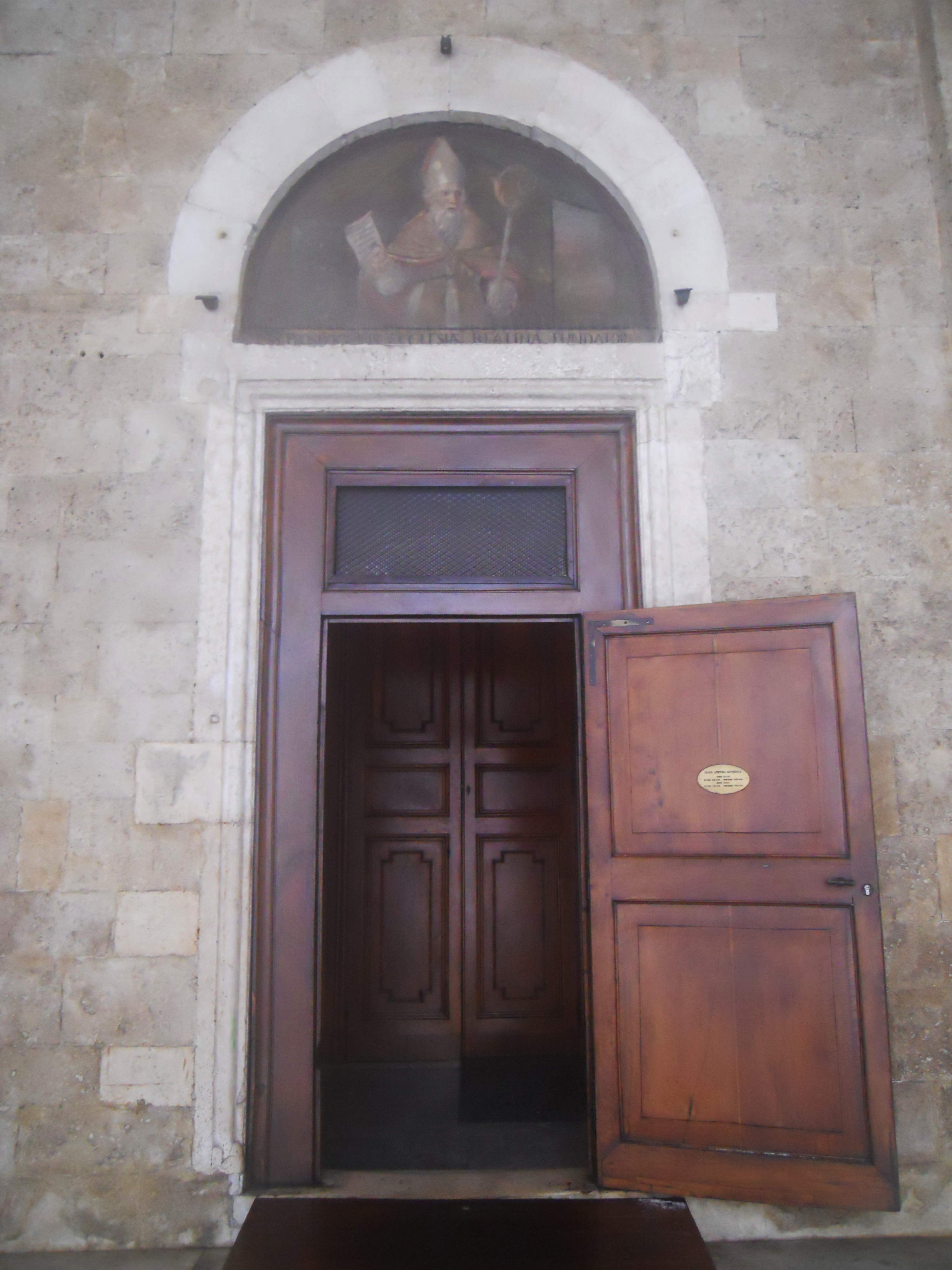
Linkes Portal
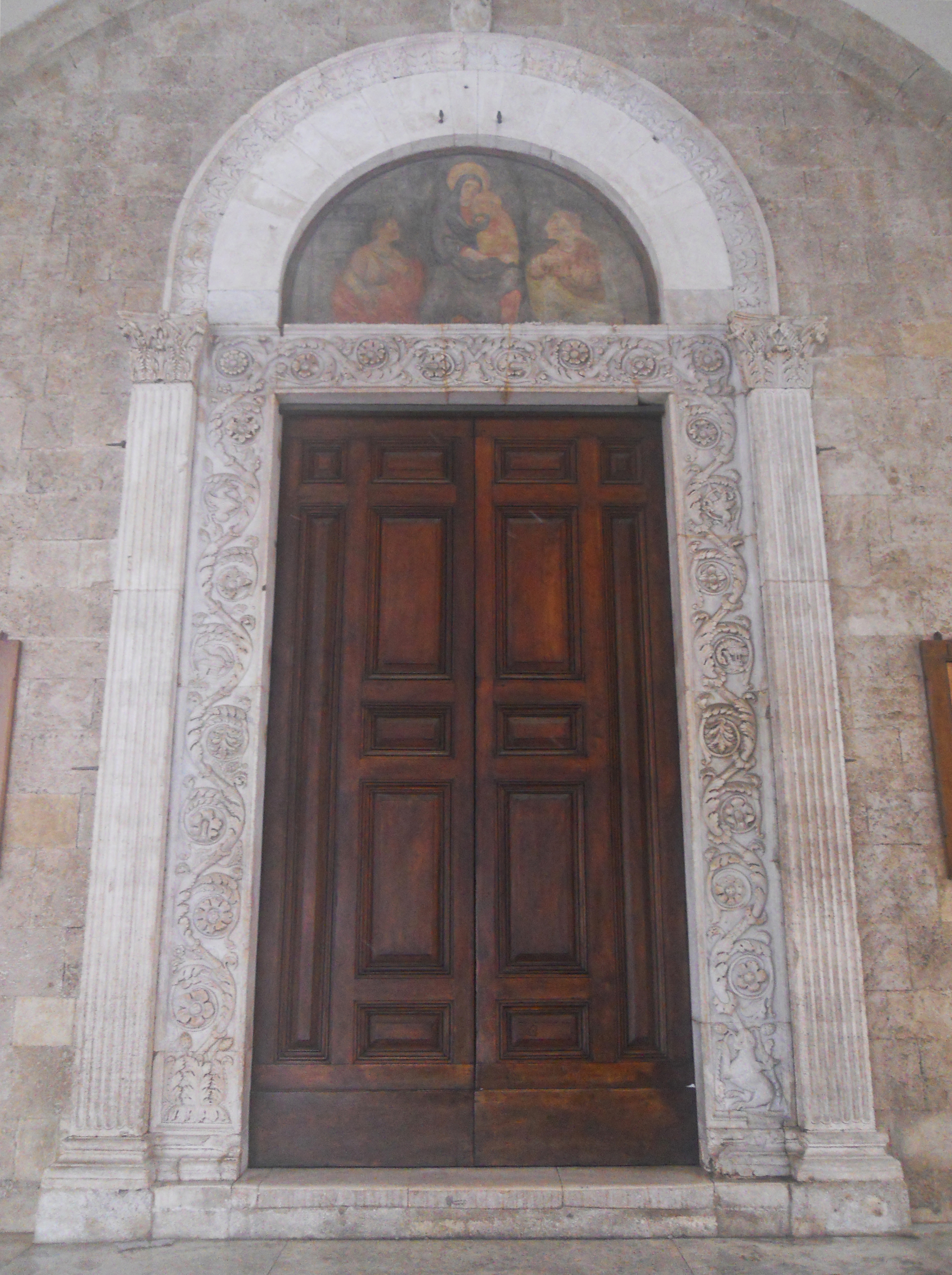
Zentrales Portal
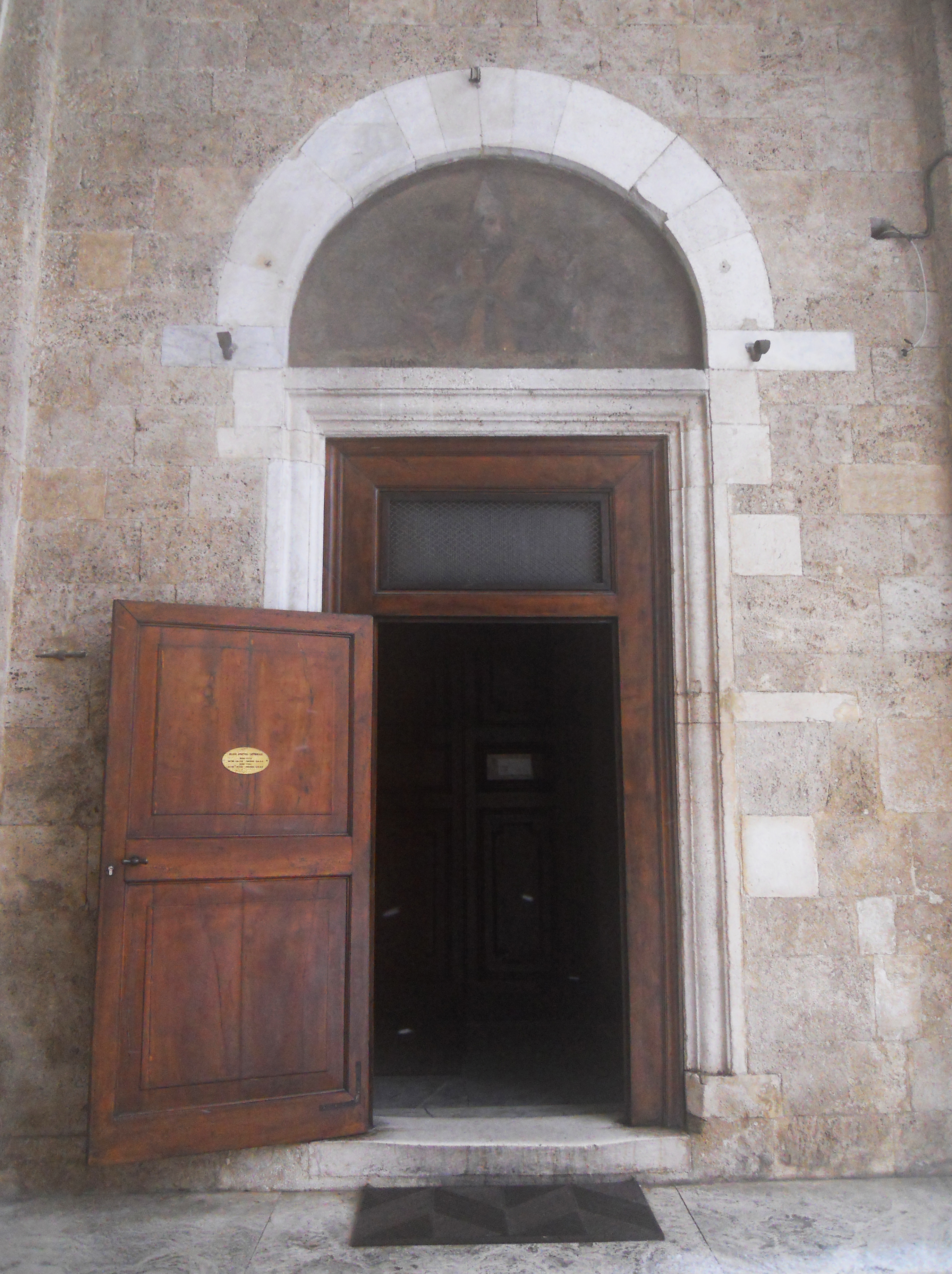
Rechtes Portal

### Baptisterium
Das Baptisterium San Giovanni in Fonte ist ein separates Gebäude und grenzt an die Südseite der Kathedrale, mit der es durch einen Portikus verbunden ist. Es hat eine rechteckige Form und ist mit eleganten Kreuzgewölben und vier seitlichen Nischen verziert, von denen die linke mit Fresken aus dem späten 15. Jahrhundert geschmückt ist. In der Mitte befindet sich das Taufbecken mit den Insignien des Bischofs Capranica und reichen dekorativen Verzierungen. In der Taufkapelle befindet sich das Museum des Domschatzes, das Teil der Ausstellung des Diözesanmuseums ist.
Im Inneren befinden sich:
- zwei Nischen mit Fresken von Domenico Papa aus Rieti (15. Jahrhundert)
- ein Marmor-Taufbecken (15. Jahrhundert)
- Jesus Christus segnend, ein abgenommenes und auf Leinwand gemaltes Fresko (13. Jahrhundert), das aus der Kirche San Sebastiano a Canetra in Castel Sant'Angelo stammt
- einige freistehende Fresken aus der Kirche San Domenico in Rieti
- ein Altar (spätes 16. Jahrhundert)
- ein als Wandteppich gewebtes Messgewand deutscher Herkunft
- einige Holzstatuen (14.–17. Jahrhundert)

### Innenraum

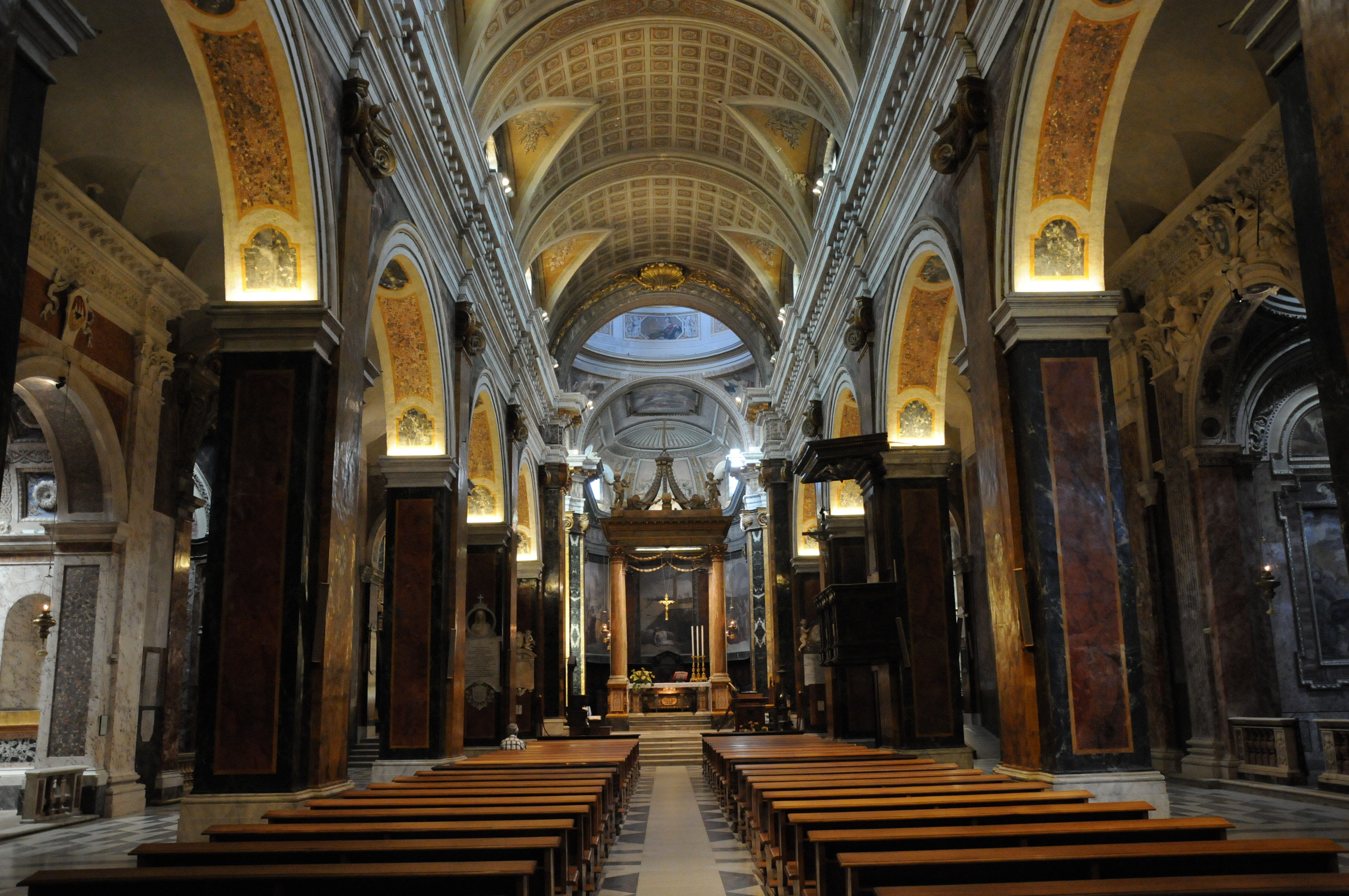
Innenraum

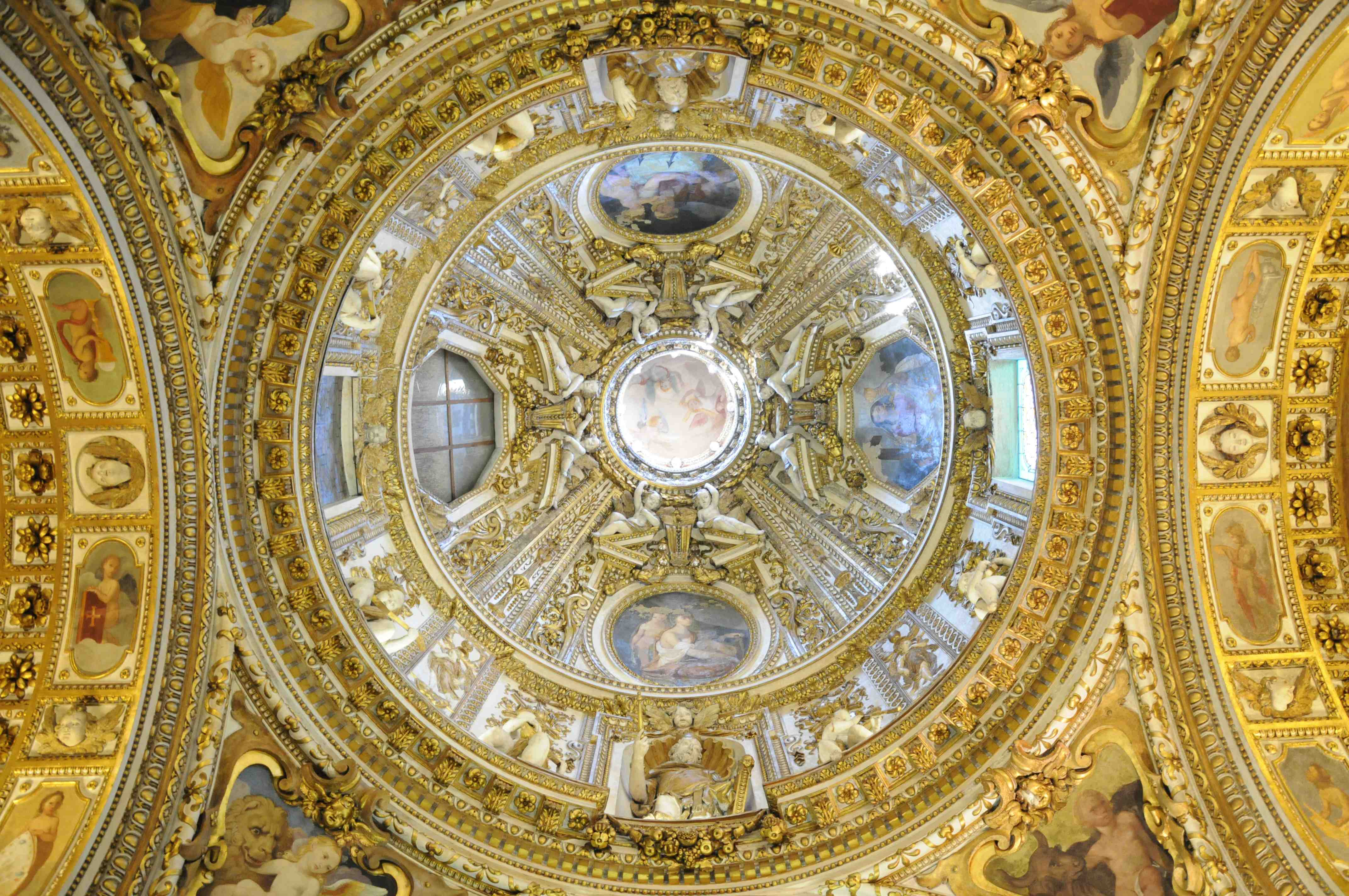
Kuppel der Sakramentskapelle

Grundriss der Kathedrale

Der Kirchenraum ist auf einem kreuzförmigen Grundriss als dreischiffige Basilika mit einer tiefen Apsis ausgeführt. Die drei Schiffe sind durch zwei Reihen von Rundbögen getrennt, die auf Säulen mit rechteckigem Sockel ruhen, die mit polychromem Marmor verkleidet sind; im Kirchenschiff werden die Säulen von glatten ionischen Pilastern, ebenfalls aus Marmor, getragen. Die Kirchenschiffe sind mit Tonnengewölben mit Lünetten bedeckt, in den Seitenschiffen mit schlichtem weißem Putz, im Hauptschiff mit einfarbigen Kassetten bemalt; letzteres wird durch rechteckige Fenster an den beiden Seitenwänden und durch die drei romanischen, einbogigen Fenster (innen als drei große Fenster verborgen) der Gegenfassade beleuchtet. Im mittleren Kirchenschiffs befindet sich auf der rechten Seite die hölzerne Kanzel aus dem 18. Jahrhundert.
Der Chor, der sich einige Stufen vom Rest der Kirche erhebt, beherbergt den Hochaltar mit den sterblichen Überresten der Schutzpatronin, der heiligen Barbara, das Kreuz, das außen mit einer achteckigen Kuppel und innen mit einer runden Kuppel bedeckt ist, und die tiefe Apsis. Diese wurde im 19. Jahrhundert von Pietro Paoletti mit gemalten Fresken verziert, die Geschichten der Jungfrau Maria darstellen: die Geburt, die Darstellung im Tempel, die Verkündigung, die Heimsuchung und die Unbefleckte Empfängnis. Unter der Kuppel befindet sich in der Mitte ein Ziborium aus Marmor aus dem 19. Jahrhundert im klassizistischen Stil und auf der linken Seite der moderne Bischofsstuhl aus Marmor.
Im Inneren befinden sich Skulpturen von Federico di Filippo di Ubaldo da Firenze, Gian Lorenzo Bernini, Giovanni Antonio Mari, Lorenzo Ottoni sowie Gemälde von Antoniazzo Romano und seinem Sohn Marcantonio Aquili, Lorenzo Torresani, Andrea Sacchi, Francesco Romanelli, Lattanzio Niccoli, Vincenzo Manenti.

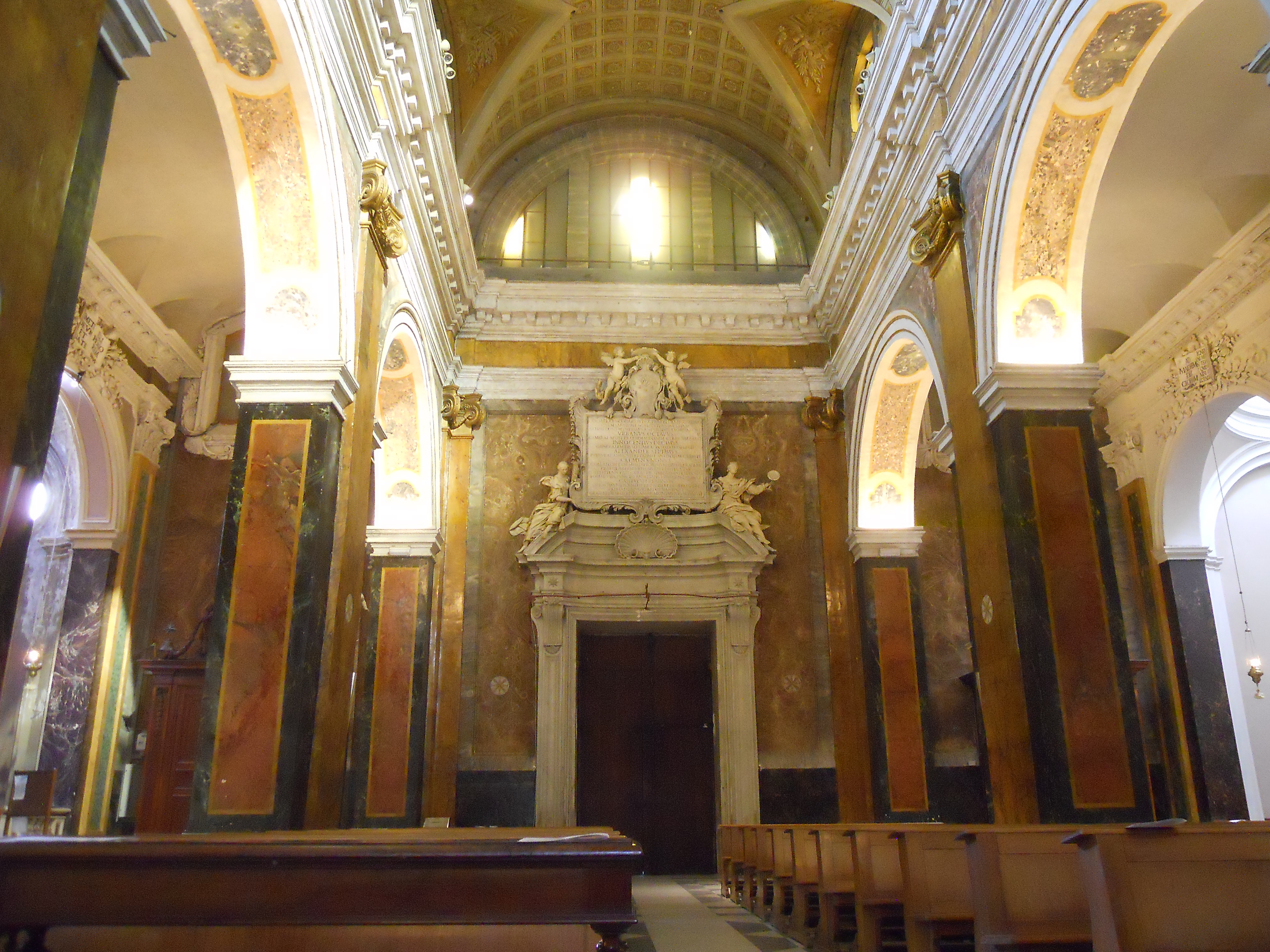
Innenraum zur Gegenfassade
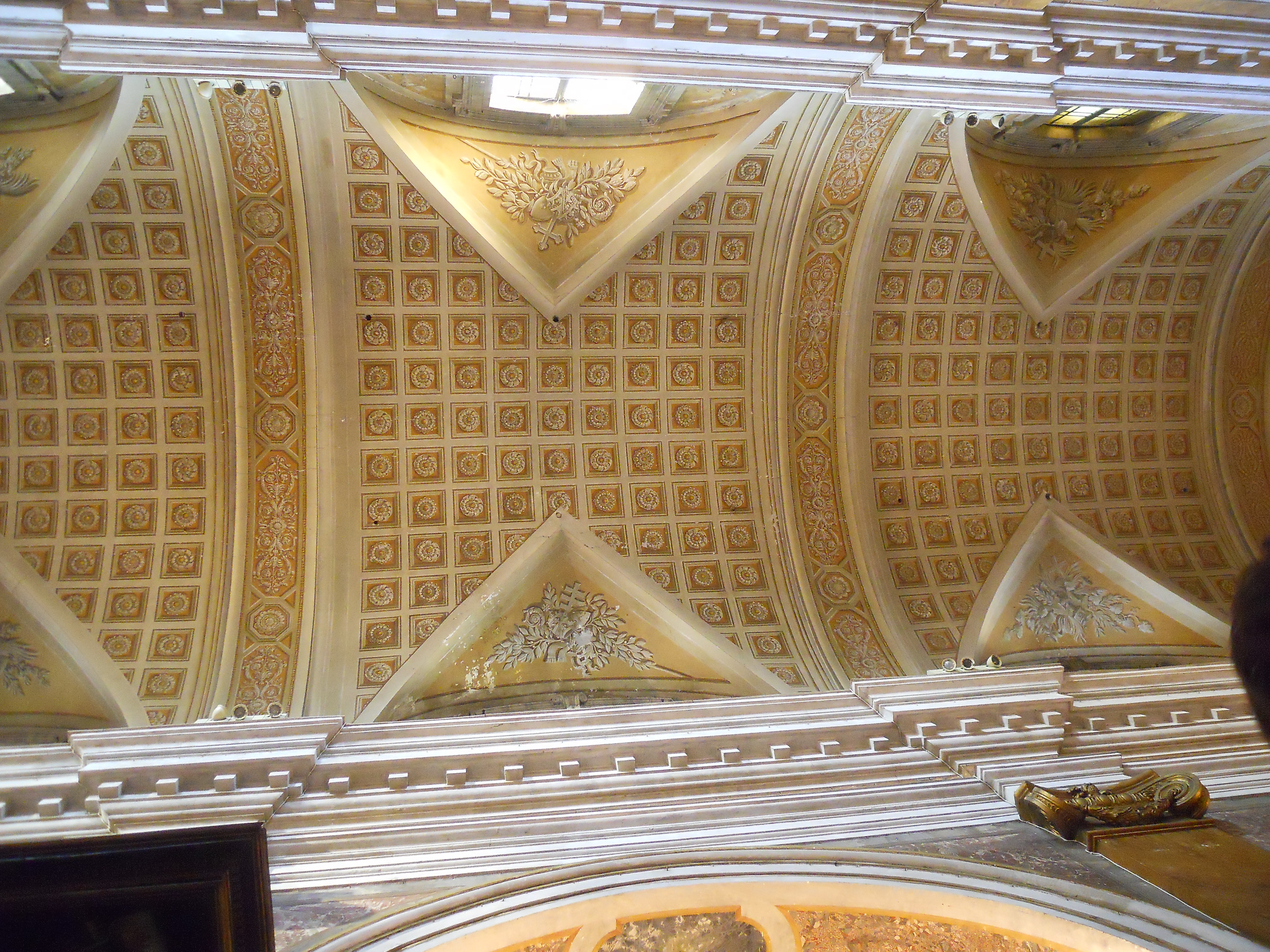
Gewölbe des Mittelschiffs
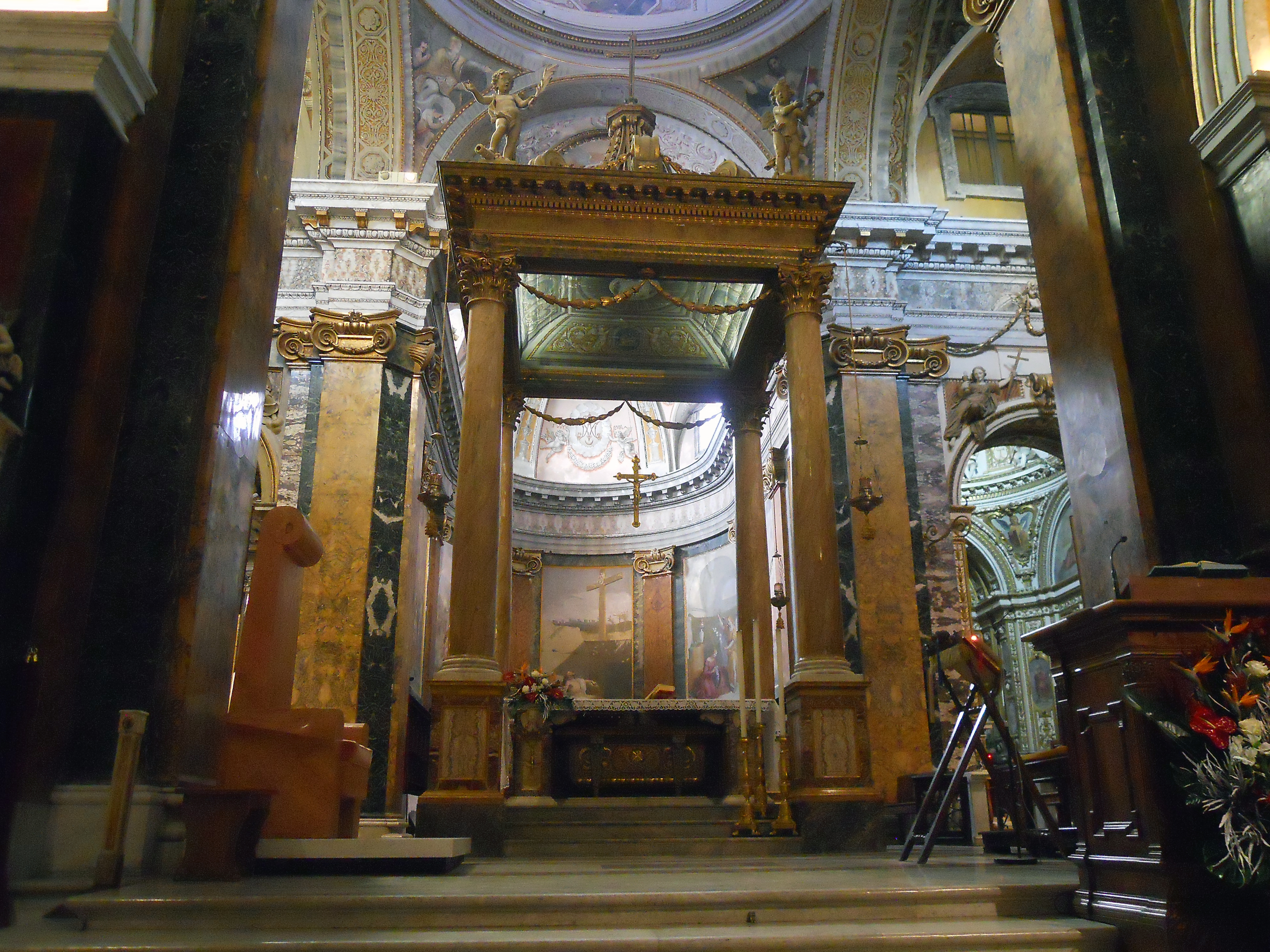
Chor mit dem Ziborium
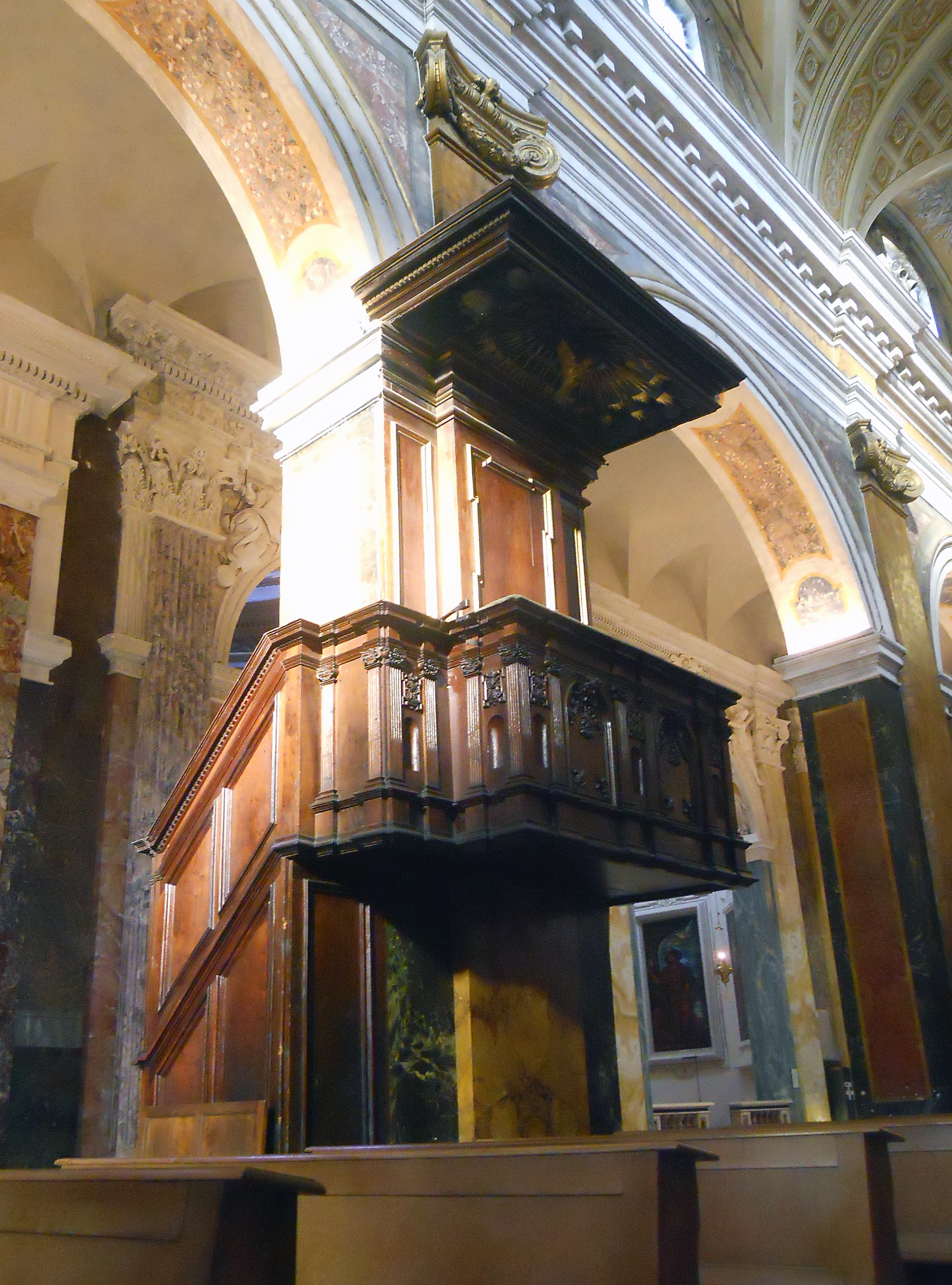
Kanzel

#### Seitenkapellen

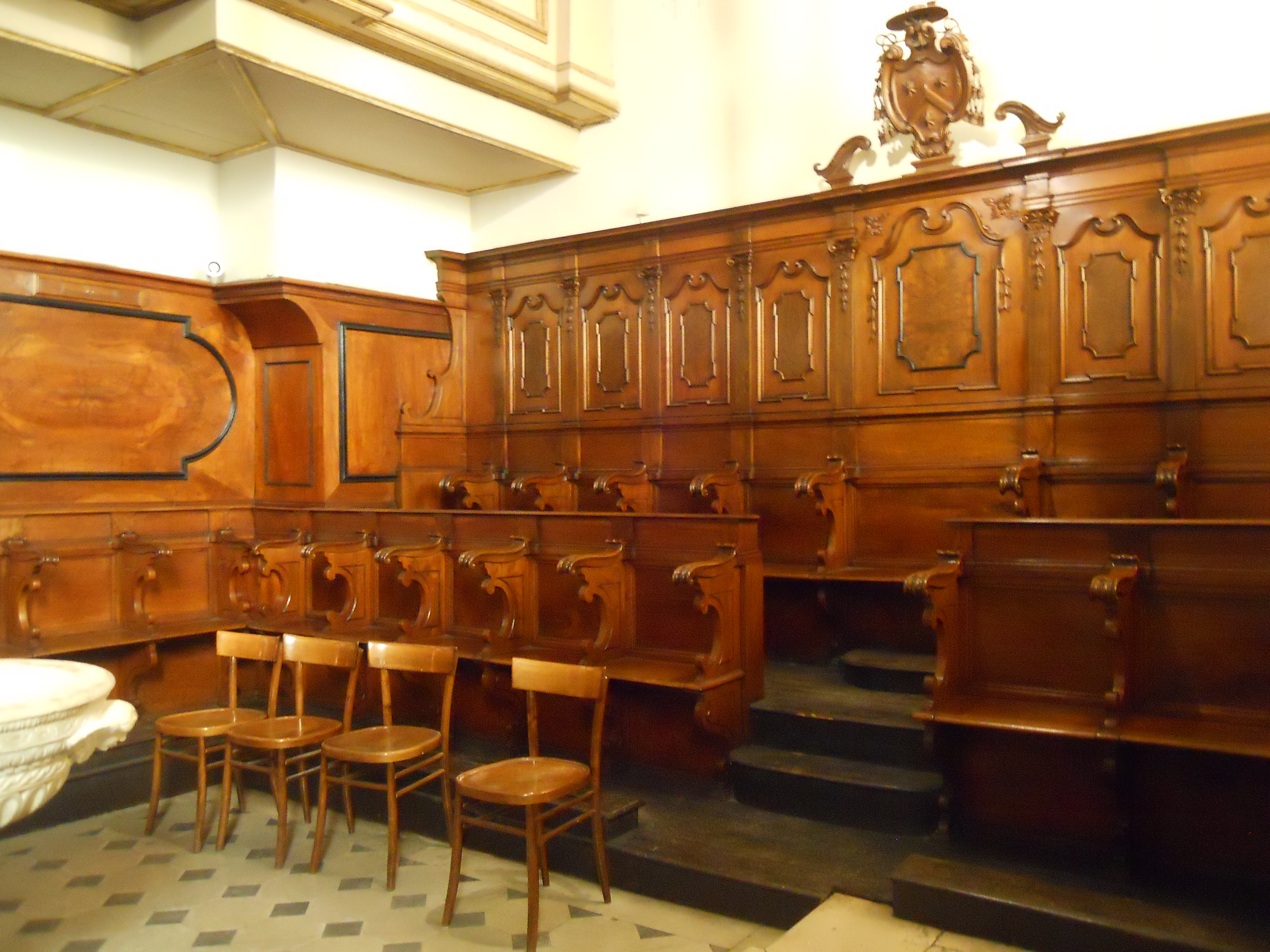
Das hölzerne Gestühl der Reliquienkapelle

##### Kapelle der Reliquien oder Winterchor
Eine Tür in der Rückwand des linken Arms des Querschiffs führt in die Reliquienkapelle oder den Winterchor. Die Kapelle gehört zu den ältesten des Gebäudes und wurde 1652 im Barockstil restauriert. An der Rückwand befindet sich der Marmoraltar, bestehend aus der Mensa mit einem Antependium aus polychromem Marmor, überragt von dem Altaraufsatz, bestehend aus zwei glatten korinthischen Säulen mit dem Reliquienkabinett in der Mitte, verschlossen durch zwei Türen aus Nussbaumholz, geschnitzt 1657 von dem Kunsttischler Carlo Porrina aus Rieti. 1744 wurden die 36 Stühle, die sich in zwei Gruppen hinter den Seitenwänden befinden, eingefügt, um als Winterchor genutzt zu werden. In der Mitte der Kapelle befindet sich das alte Taufbecken aus weißem Marmor mit geschnitzten Engeln.

##### Barbarakapelle
Die der hl. Barbara gewidmete Kapelle (vierte von links), die von Gian Lorenzo Bernini entworfen wurde, ist eine der wichtigsten und am reichsten dekorierten.

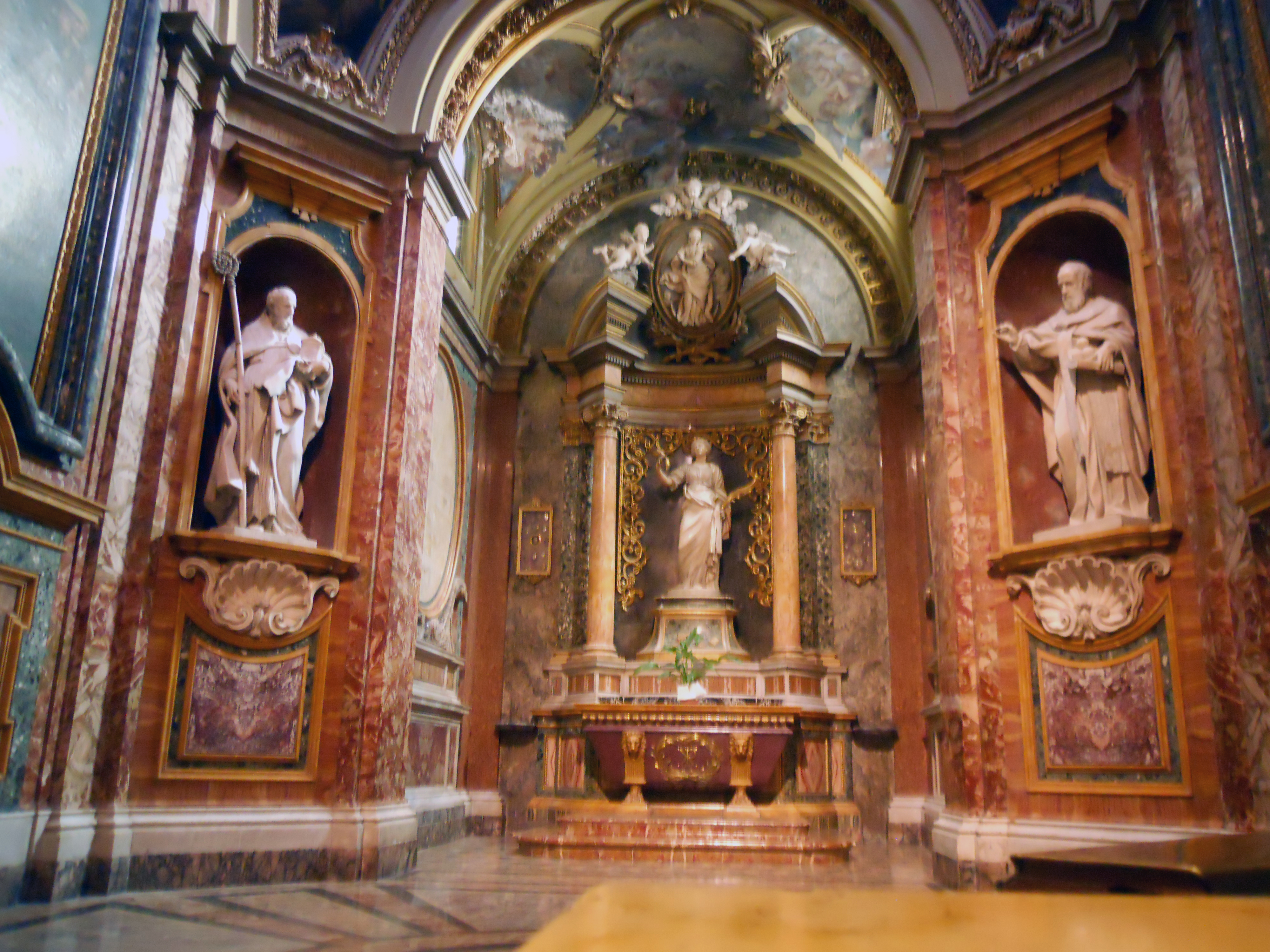
Barbarakapelle

Der Altar, von Sebastiano Cipriani, wurde 1725 für die Summe von 15 000 Dukaten errichtet. Auf dem Boden ist das Wappen der Gemeinde Rieti zu sehen, das in venezianischem Mosaik eingefügt wurde. Die enthaltenen Werke sind:
- Statue der hl. Barbara mit Fackel in der Hand, vom Rieteser Künstler Giannantonio Mari nach einer Skizze von Gian Lorenzo Bernini
- Hochrelief der Empfängnis (1718–1728) von Lorenzo Ottoni, eingefügt in den Altar
- In den vier Nischen befinden sich Statuen, die folgende Heilige darstellen:
  - Franz von Assisi
  - Prosdocimo, Gründer der Kirche von Rieti
  - Nikolaus von Myra
  - selige Colomba von Rieti
- Zwei Gemälde von Antonio Concioli, die das Martyrium und die Enthauptung der Heiligen Barbara darstellen
- Im Medaillon und in den beiden Lünetten des Altargewölbes befindet sich die Glorie der Heiligen Barbara von Giovanni Odazzi (1730).

Sie wurde zu Beginn des 16. Jahrhunderts erbaut und war ursprünglich der Empfängnis geweiht. Auf Anraten von Loreto Mattei und Angelo Alemanni wählte die Gemeinde Rieti 1651 aus, dass sie der Schutzpatronin der Stadt gewidmet werden sollte: der Heiligen Barbara. Nach umfangreichen Restaurierungs- und Verschönerungsarbeiten wurde die Kapelle am 4. Dezember 1778 für den Gottesdienst wiedereröffnet.

##### Die Katharinakapelle
Sie ist der hl. Katharina von Alexandrien gewidmet und ist die aristokratische Kapelle der Grafen Vincenti Mareri, die von Giuseppe Valadier (Dritter von links) entworfen wurde.
Die Scagliola-Wanddekoration stammt von dem Römer Luigi Mazzanti, während die Kuppel mit einem Fresko von Bernardo Petrazzi bedeckt ist. In der Kapelle befindet sich ein Gemälde von Domenico Bartolini (1827), das die Madonna mit dem Jesuskind, die h. Katharina und der hl. Philippa Mareri darstellt. Sie wurde um die Mitte des 14. Jahrhunderts erbaut und im folgenden Jahrhundert der hl. Katharina gewidmet
Im Jahr 1841 wurde es dank einer Spende des Grafen Giacinto Vincenti Mareri vom Architekten Giovanni Ceccarini nach einem Entwurf von Giuseppe Valadier komplett umgebaut.

#### Andere Kapellen
Entlang der Seitenschiffe erschließen sich die folgenden Kapellen:
- Kapelle des hl. Ignatius (erste auf der linken Seite);
- Kapelle des hl. Antonius (zweite von links);
- Kapelle des hl. Vinzenz Ferrer und der sg. Taube (erste rechts);
- Kapelle de hl. Rochus (zweite von rechts);
- Kapelle des hl. Josef (dritte von rechts);
- Kapelle des hl. Karl Borromäus (vierte von rechts).

## Orgeln

### Fedeli-Orgel
Auf der Chorempore im rechten Arm des Querschiffs befindet sich eine alte Pfeifenorgel, die 1788 von Raffaele Fedeli erbaut und 1838 von Francesco Tessicini unter Hinzufügung einiger Register restauriert wurde.
Das Instrument mit mechanischem Getriebe befindet sich in einem wertvollen Holzgehäuse mit vergoldeten Schnitzereien im Barockstil. Sie besteht aus 25 Hauptpfeifen, die in drei durch Pilaster getrennten Höckern angeordnet sind. Der Spieltisch ist verglast, mit einer Einzeltastatur von 50 Tönen mit erster Oktav-Scavezza und einem Pedalbrett zum Pult von 15 Tönen, das ständig mit dem Manual verbunden ist, mit erster Oktav-Scavezza.

### Zanin-Orgel
Auf der Chorempore im linken Arm des Querschiffs befindet sich eine Pfeifenorgel, die 1973 von Giuseppe und Franz Zanin gebaut wurde.

## Krypta

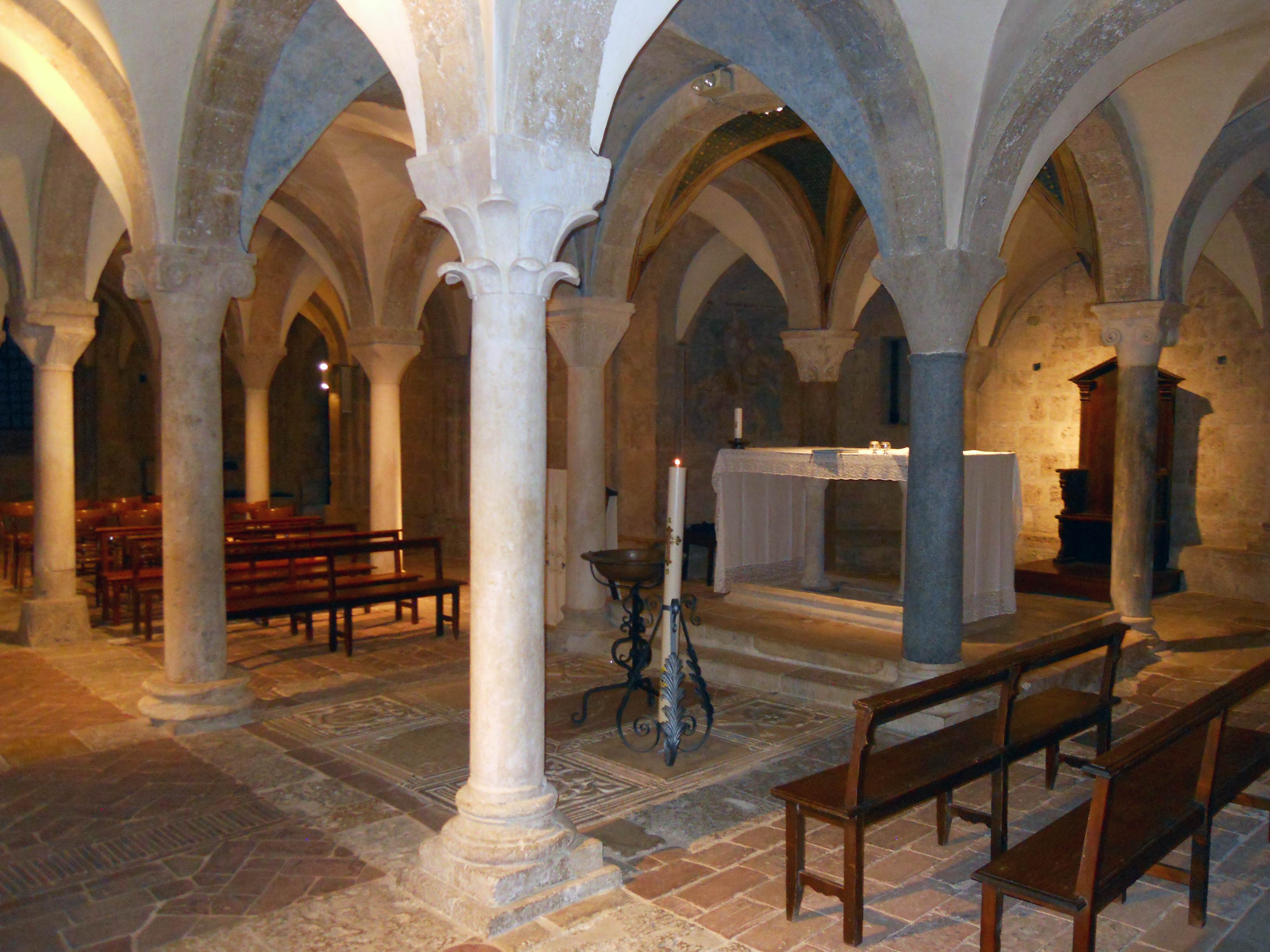
Krypta

Plan der Räume in der unteren Basilika

Unter dem Boden des Querschiffs der Kathedrale befindet sich die romanische Krypta, die zwischen 1109 und 1157 erbaut wurde und wegen ihrer Größe und der Tatsache, dass sie sich auf Straßenniveau befindet, gemeinhin als untere Basilika bezeichnet wird (tatsächlich ist sie durch eine Vorhalle mit dem angrenzenden Papstpalast verbunden).
Die Krypta besteht aus einem einzigen Raum, der in neun kleine Schiffe mit jeweils drei Jochen unterteilt ist, mit 16 Säulen mit skulptierten Kapitellen verschiedener Formen, auf denen die Kreuzgewölbe ruhen, die die Decke des Raumes bilden. Eine dieser Säulen, die erste auf der rechten Seite, wenn man eintritt, ist ein Meilenstein der Via Salaria mit einer Inschrift des Jahres 373, in der die Kaiser Valentinianus I., Valens und Gratianuns genannt sind. In der Apsis finden sich Spuren von Fresken aus dem 14. Jahrhundert, darunter ein Apostel Petrus und ein St. Georg im Kampf mit dem Drachen. Der moderne Altar ist zwei Stufen höher als das Umfeld und besteht aus einer Marmormensa, die auf zwei kleinen Säulen aus dem gleichen Material ruht; dahinter befindet sich der alte barocke hölzerne Bischofsstuhl. Das Gewölbe über dem Altar ist mit goldenen geometrischen Elementen bemalt, die auf blauem Hintergrund ineinander verschlungen sind.

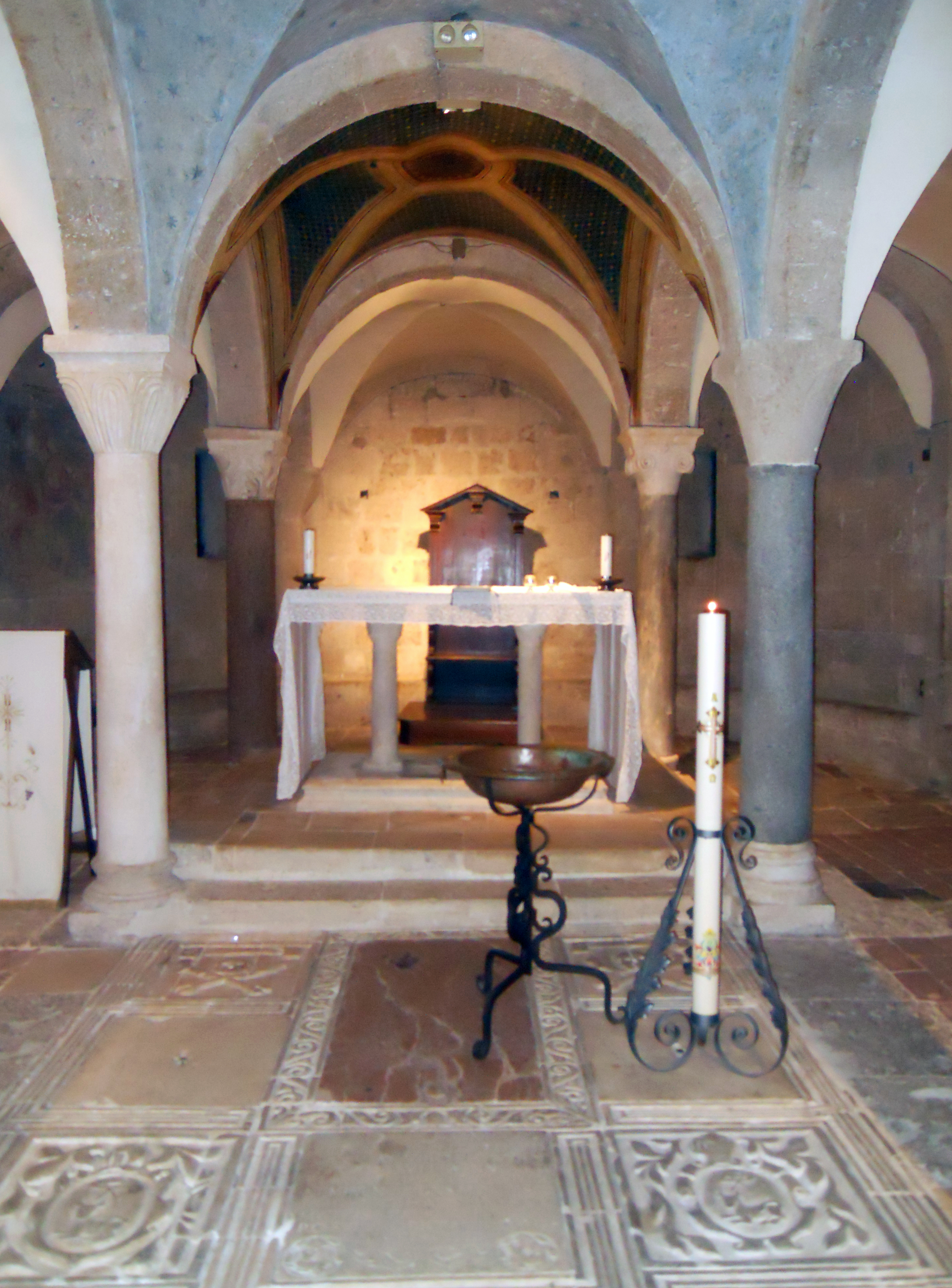
Altar der alten Kathedrale
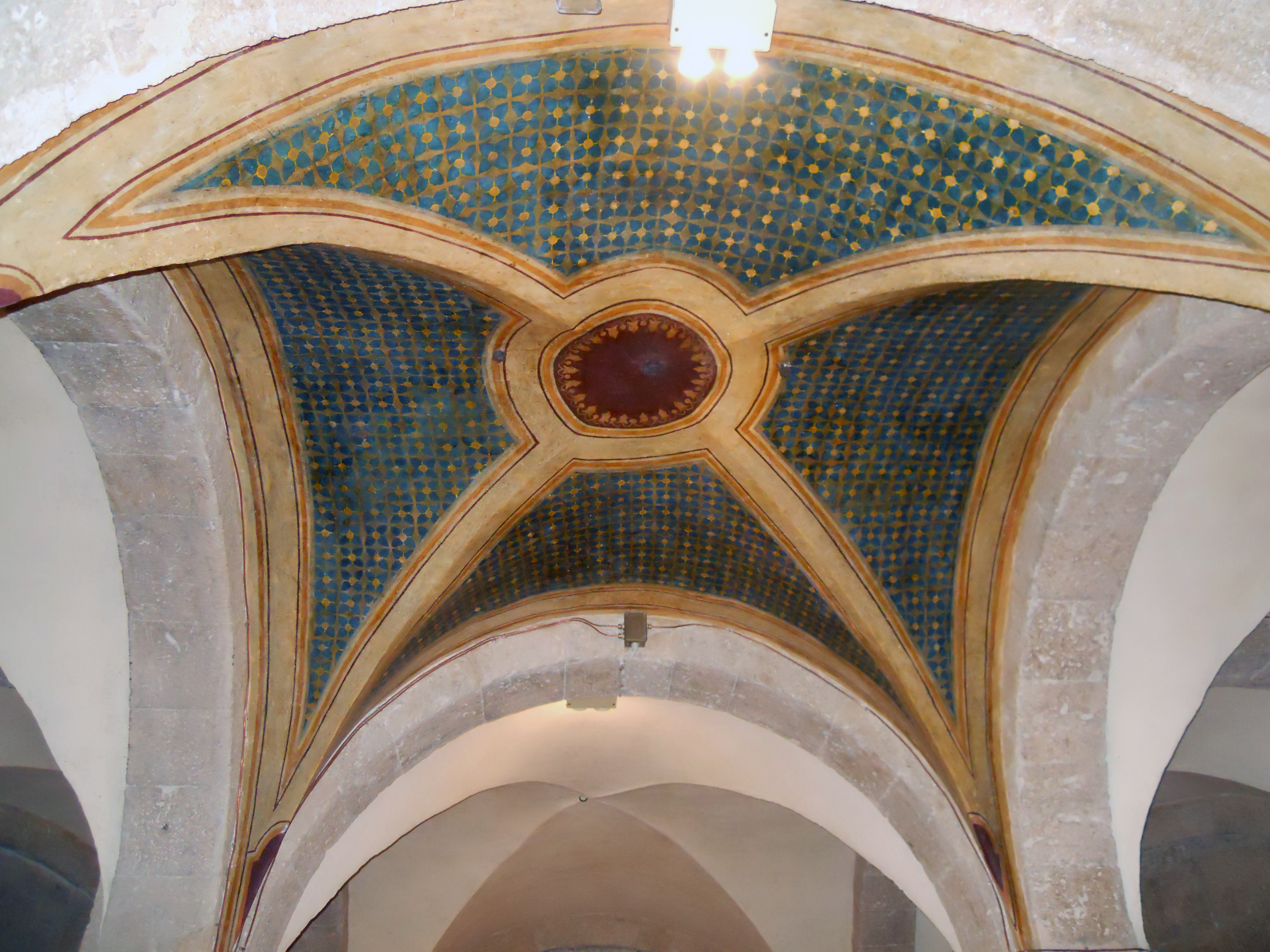
Gewölbefresken in der Krypta
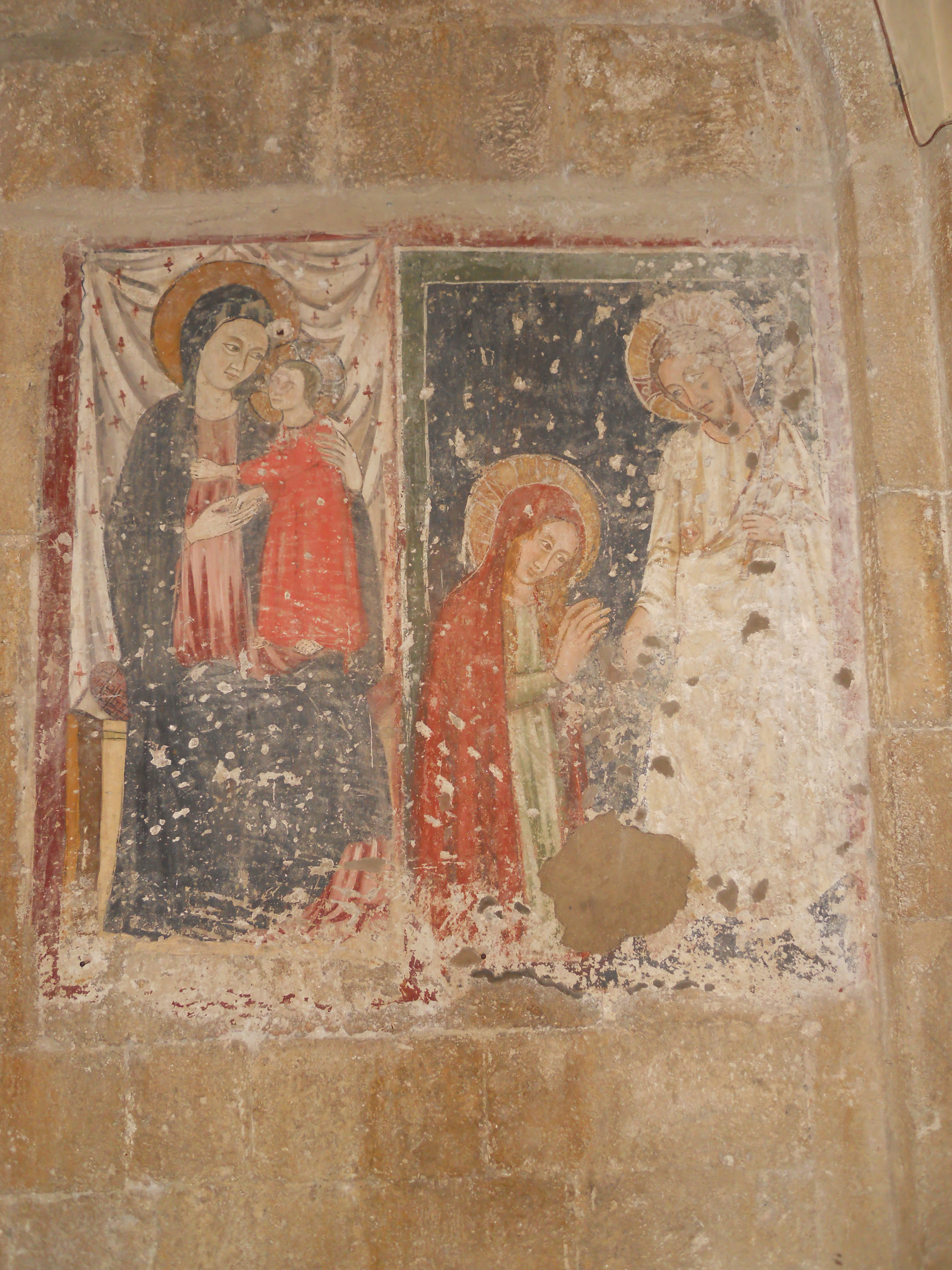
Fresko an der Wand gegenüber dem Altar
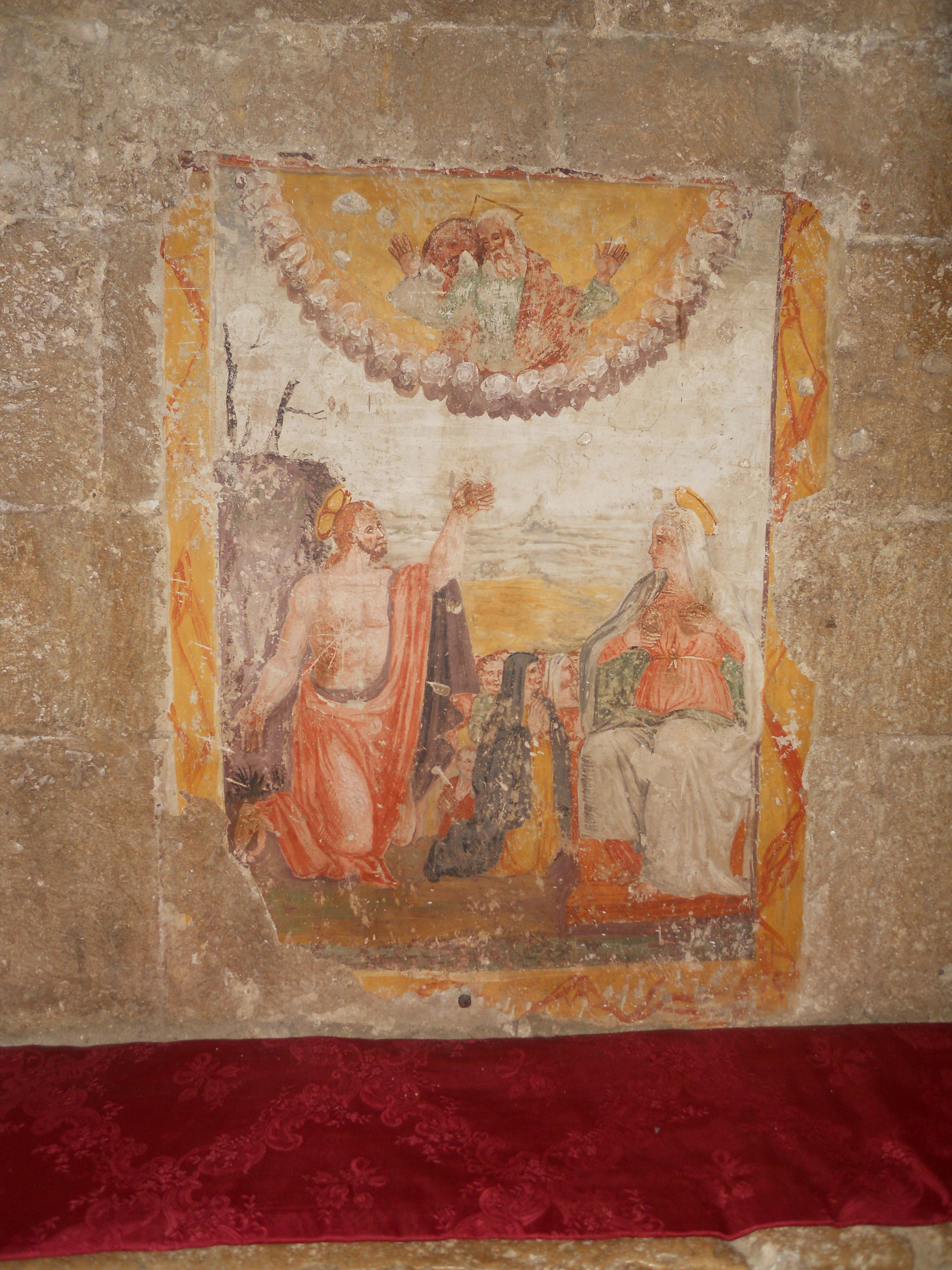
Fresko an der Wand gegenüber dem Altar